# 브라질
브라질 연방공화국(브라질 포르투갈어: República Federativa do Brasil 헤푸블리카 페데라치바 두 브라지우), 줄여서 브라질(브라질 포르투갈어: Brasil 브라지우)은 남아메리카에 위치한 연방제 공화국이다. 브라질은 남아메리카에서 가장 큰 나라로, 세계에서 다섯 번째로 면적이 넓고 인구도 2억 1천만 명이 넘어 세계에서 일곱 번째로 인구가 많은 나라이다. 수도는 브라질리아이고, 최대 도시는 상파울루이다. 26개의 주와 1개의 연방구로 나라를 구성한다. 아메리카 대륙에서 포르투갈어가 공식 언어인 유일한 국가이며, 세계에서 포르투갈어를 사용하는 국가들 중에서 가장 규모가 크다.

## 영토
사우바도르는 브라질에서 가장 오래된 도시 중 하나로, 1501년 모든 성인의 날에 포르투갈인들이 들어왔다. 이어 1549년 포르투갈 식민지 첫 번째 수도로 건설했다. 천연적인 좋은 항구로 여러 세력들의 약탈대상이 되었고, 1642년에 네덜란드 군대가 점령하였다. 그러나 포르투갈 군대 공격으로 되찾아 포르투갈 식민지의 중심지로서 사탕수수 수출과 아프리카 노예 무역으로 크게 번창하였다. 브라질 남부에서 금을 발견하여 광업이 발전하고, 커피재배가 성행하는 등 경제 중심이 남부로 이동하고, 1763년 식민지의 수도도 리우데자네이루로 옮겼다. 사탕수수 재배는 카리브해 일대로 그 중심을 이전했고, 노예무역을 금지하면서 크게 쇠퇴하였다. 그러나 20세기에 들어와서 브라질 동북부 중심지로서 번영을 되찾았다.
대서양을 접한 브라질은 7,491km 해안선이 있으며, 에콰도르와 칠레를 제외하고 모든 남아메리카 국가들과 국경을 접할 만큼 영토가 넓다. 영토 면적은 남아메리카 대륙 전체의 47.3%이다.

## 자연환경
브라질에는 세계에서 가장 거대한 열대 우림들 중 하나인 아마존 열대우림이 있다. 세계에서 가장 풍부한 생태계가 자리하며 수많은 자연 자원들이 풍부하여 발전 잠재 가능성도 크다. 브라질은 세계에서 가장 거대한 열대 우림을 갖고 있는 만큼, 전세계적으로 이 열대 우림의 개발과 보존 요구 사이에서 갈등도 많이 일어난다. 1500년에 페드로 알바레스가 상륙하기 전까지 수많은 부족들이 브라질에 살았었다. 이후 포르투갈인들이 포르투갈 제국을 세워 브라질 지역을 통치하였고, 제국 수도를 리스본에서 리우데자네이루로 천도했던 1808년까지 식민지로 지배하였다. 1815년에 브라질은 식민지의 지위에서 왕국으로 변모하였고, 1822년에는 브라질 제국을 선포하며 독립을 얻어냈다. 브라질 제국은 입헌군주정으로 의회를 갖춘 국가였으며, 1824년에 드디어 양원제 형식의 의회를 구성하였다. 1889년에는 군 쿠데타가 일어나 군주제를 폐지하자 브라질은 대통령제 공화국으로 변화하였다. 권위주의적인 군부가 1964년에 집권하여 1985년까지 브라질을 지배하였고, 그 이후에 민정이 들어서 민주주의 연방 공화국으로 변모하였다. 해안 지역에 집중한 인구를 분산시키려고 19세기 초 포르투갈 수도였던 남서부 해안 리우데자네이루에서 1960년에 중부 내륙 브라질리아로 수도를 옮겼다. 삼바와 카니발의 본고장이며, 축구 강국으로도 유명하다. 브라질은 그 다양한 역사와 문화 덕분에 유네스코 세계문화유산을 세계에서 13번째로 많이 보유한 나라이다.
세계은행은 브라질을 신흥산업국으로 분류하며, 라틴아메리카에서 가장 거대한 경제국들 중 하나로 분류한다. 명목 GDP는 세계 9위이며, PPP로 환산하면 순위가 8위다. 엄청난 크기의 농지를 바탕으로, 지난 150년 동안 세계에서 가장 커피를 많이 생산하는 국가로 떠올랐으며 막대한 양의 식품들을 수출한다. 브라질은 지역강국이며, 가끔씩은 국제사회에서 중견국으로 분류하기도 한다. 몇 분석가들은 브라질의 성장하는 경제와 인구에 기반하여, 브라질이 미래 강대국을 발전한다고 예측한다. 브라질은 UN의 창립 국가이며, G20, BRICS, 메르코수르, 미주 기구, 포르투갈어 사용국 공동체의 일원이다.

## 역사

### 명칭 유래
정식 명칭은 포르투갈어로 “República Federativa do Brasil”이며, 공식적인 영어 표기는 “Federative Republic of Brazil”이다. 포르투갈어로 "Brasil"라고 표기하지만, 영어로는“Brazil”라고 표기를 한다. 그러나 수도 브라질리아는 포르투갈어인 “Brasília”로 표기한다.
‘브라질’이라는 이름은 브라질나무에서 비롯하였다. 브라질나무는 붉은 색 염료로 쓰이는 나무로, ‘불타는 숯처럼 붉은 나무’라는 뜻의 ‘파우 브라질(pau-brasil)’이라는 이름이 붙었다. 이 지역에서 브라질나무를 활발하게 수출하면서 유럽에서는 이 지역을 ‘브라질의 땅(Terra do Brasil)’이라 불렀다.
포르투갈인들이 '아라부탄'이라고 부르는 나무의 붉은 수액을 염료로서 귀중하게 취급하여서 '브라지레(타오르는 불꽃 같은)'라고 칭했다. 이 브라지레가 현재의 국명 '브라질'의 유래가 되었다.
처음 1500년 포르투갈 페드루 알바르스 카브랄이 상륙했을 때에 남미 대륙 일부가 아니라 섬이라고 생각했으므로 "베라크루즈 (진정한 십자가) 섬"이라고 이름 붙였다. 이후 마누엘 1세 시대에 "산타크루스(성스러운 십자가)의 땅"으로 개명하였다. 하지만 유럽인들은 ‘브라질’이라는 이름을 선호했고, 16세기에 브라질이라고 이름을 정했다.

### 콜럼버스 이전기

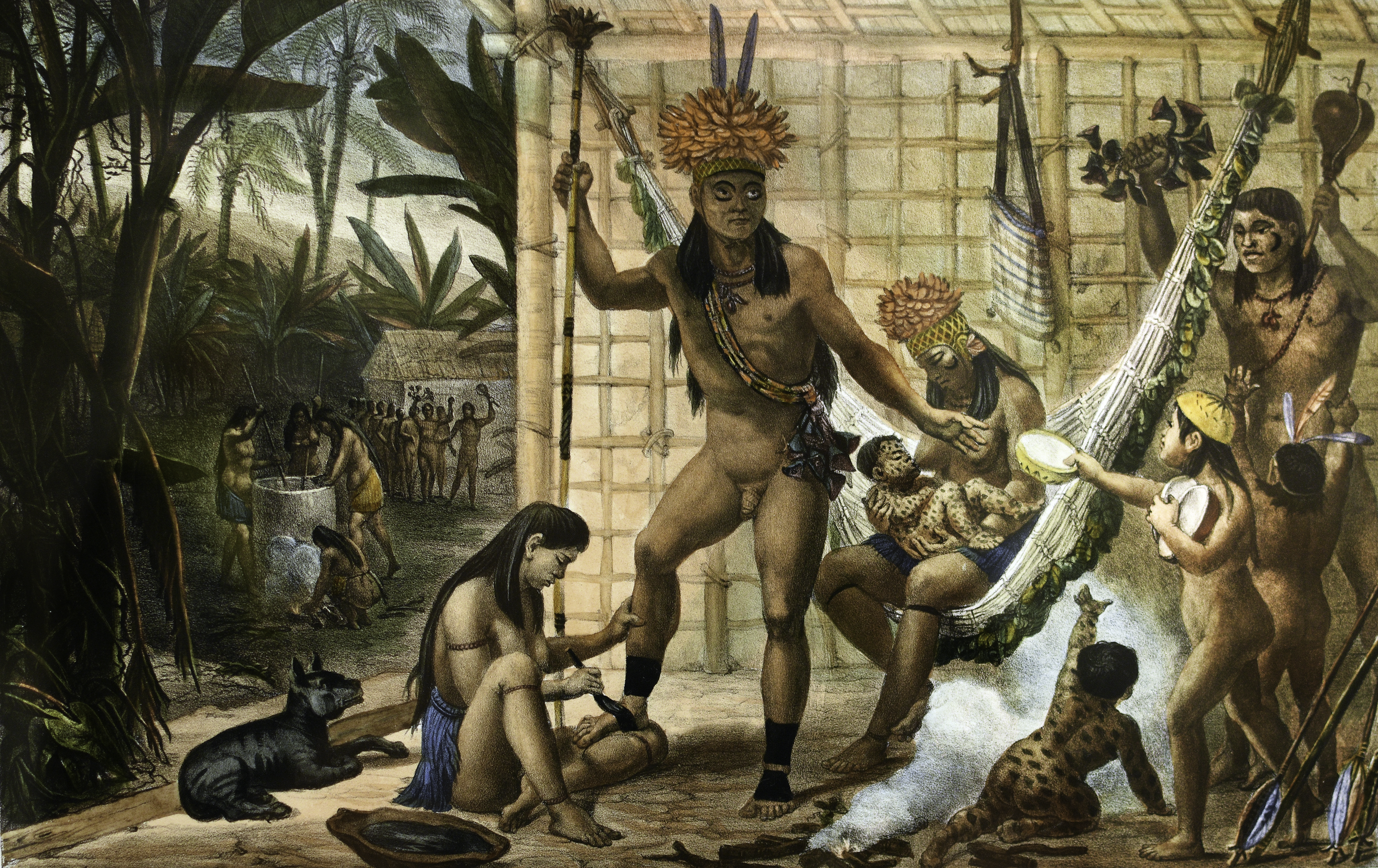
브라질 인디오

브라질 최초의 주민은 BC 11,000년에 베링해를 건너서 아시아에서 온 사람이었다. 그들은 기원전 8000년경 현재 브라질의 영역에 도달하였다. 현재 브라질 지역에서 멀리 떨어진 잉카의 통치가 미치지 않는 지역이었기에 이 지역은 원시적인 농경을 영위했다. 이후 유럽인들이 인디오라고 부른
투피-과라니계 원주민들이 이곳에 살았다. 16세기 전반기에 이러한 원주민들이 해안 지역에만 100만명에서 200만명 정도 살았다고 추정한다. 그러나 유럽인들이 도래할 때까지는 브라질에 살았던 사람들의 삶에 대한 정보나 기록은 없다. 브라질 원주민은 투피어계 외에 알아크어계, 카리브어계 집단이 있었다. 포르투갈인들이 처음으로 투피 어계 원주민을 만났다. 그래서 포르투갈 사람은 투피 원주민 언어를 브라질 지역의 중심 언어라고 오해했고, 원주민 각 지파의 언어 차이가 있었지만 구분하지 못했던 포르투갈 선교사들은 원주민들에게 투피 말을 가르쳤다.

### 포르투갈 식민지 시대

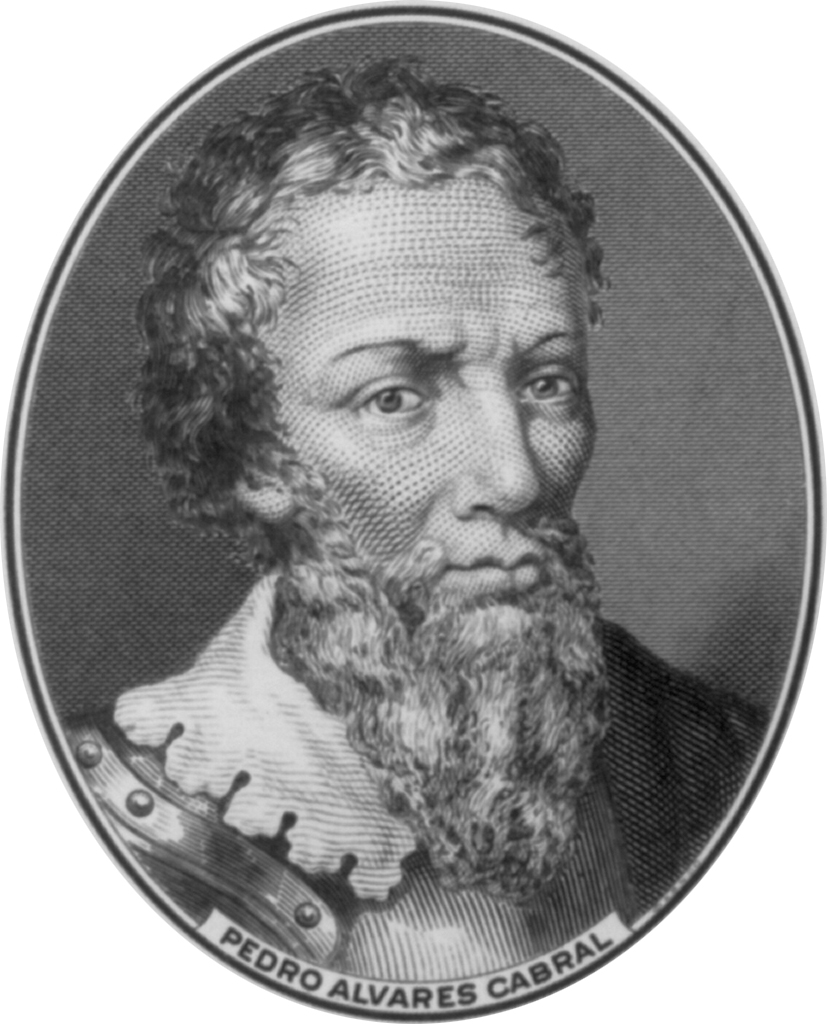
브라질을 발견한 페드루 알바르스 카브랄

1492년에 크리스토퍼 콜럼버스가 유럽인 최초로 아메리카에 도달한 후, 이미 발견했던 아메리카의 다른 부분과 마찬가지로 브라질도 식민지화 위협을 받았다. 1500년에 포르투갈의 페드루 알바르스 카브랄이 브라질을 발견한 이후 브라질은 포르투갈의 식민지로 다른 남북 아메리카 대륙과 다른 역사를 걸었다. 초기 브라질에서는 기독교도로 개종한 이들을 중심으로 파우 브라질의 수출이 주요 산업이 되었으며, 이 때문에 처음에 베라크루즈 섬으로 불렸던 브라질은 16세기에 들어서 브라질이라고 불렀다. 1549년에 프랑스의 침공에 대비하기 위해 초대 브라질 총독으로 토메 데 수자가 사우바도르에 부임했다.
1580년 포르투갈이 스페인 합스부르크 왕조와 연합하자 브라질은 네덜란드 서인도 회사의 공격을 받아 북동부 일부를 네덜란드 공화국이 점령하였다. 네덜란드는 1661년 철수하였다. 한편, 파우 브라질이 고갈된 이후 새로운 산업으로 북동부에 마데이라 제도에서 사탕수수를 도입하여 엔제뇨(설탕 농장)에서 일하는 노동력으로 먼저 인디오를 노예화한 후 인디오 수가 부족하자 서부와 앙골라, 모잠비크에서 아프리카 원주민을 노예로 삼고 대량으로 포르투갈인이 농장주인 파젠다(농장)로 데려와 혹사시켰다.

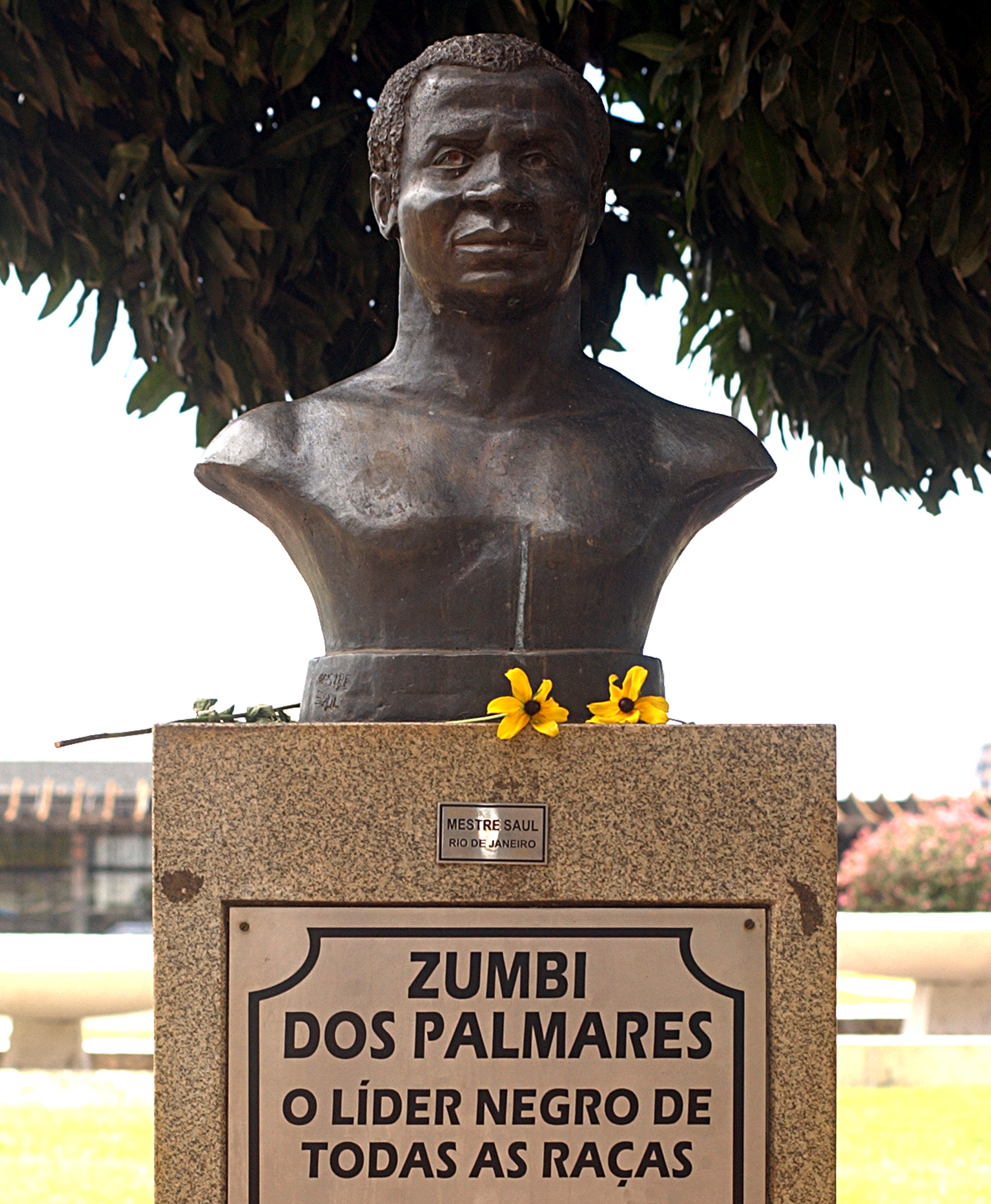
전 인종의 흑인지도자 즘비

브라질 내륙의 탐험은 상파울루의 반데이란테(노예사냥 탐험대)가 17세기에 시작했다. 반데이란테는 각지에 원정하여 현재 도시의 기반이 되는 마을을 많이 세웠지만, 남부와 파라과이까지 원정하여 예수회를 보호하던 과라니 사람마저도 노예로 잡아갔다. 이런 가운데 힘든 강제노동에 참다못한 흑인 노예 중에는 브라질 오지로 도망쳐 주거지를 형성한 사람도 있었다. 이러한 주거지들을 ‘모캄보’나 ‘킬롬보’라고 불렀고, 이곳에서 아프리카 흑인들뿐만 아니라 인디오 원주민들도 있었다. 이러한 킬롬보 중에서 가장 규모가 컸던 킬롬보 도스 팔마레스는 오늘날 알라고아스주에 위치에 있었으며, ‘강가 즘바’가 다스렸다. 이후 그의 후계자인 ‘즘비’가 통치를 이었다. 이후 네덜란드인들과 포르투갈인들이 여러 차례 팔마레스를 공략하였지만 실패했고, 1695년 유명한 사오 파울로 출신 도밍고스 조르제 벨호가 가까스로 킬롬보 공략에 성공하여 즘비를 처형하고 이곳을 정복했다.
1680년 포르투갈 식민지 정부는 토르데시야스 조약을 무시하고 라플라타강 하구 좌안의 부에노스아이레스의 건너편에 콜로니아 데 세크라멘토를 건설했기 때문에 이후 반다 오리엔탈 지역은 독립 이후까지도 지속적으로 브라질과 부에노스아이레스 권력 사이에 충돌의 장이었다. 또한, 남부에서 라플라타 지역의 스페인의 영향을 받아 가우초라는 목동 집단이 생뎠다.
이후 18세기에는 미나스제라이스에서 금광을 발견하자 골드 러시가 일어나, 브라질 중심이 북동부에서 남서부로 이동했고 1763년 리우데자네이루가 식민지의 수도가 되었다. 무려 30만명의 포르투갈인들이 18세기 금을 채굴하려고 브라질로 이주하였고, 금광을 개발하고자 더 많은 흑인 노예를 수입했다. 한편 미나스의 중심지였던 오루프레투(Ouro Preto)에 독창적인 바로크 문화가 번창했다. 반다 오리엔탈을 둘러싼 스페인과 충돌 후 18세기 말에는 계몽주의가 유럽에서 전해지면서, 프랑스 혁명과 미국 독립의 영향을 받아 1789년 포르투갈에서 독립을 하려 했던 "미나스의 음모"가 발각되어, 주모자인 치라덴테스를 처형하였다. 이후 아이티 혁명의 영향을 받아 크리올 백인이나 물라토, 크레올 흑인(크레올로)이 독립 운동틀 진행하지만, 식민지 시대에 브라질에 대학을 설립하지 않고 교육 기반이 부족해 지적 환경 매우 부족했다. 이는 브라질 독립 운동을 주도한 일부 지식인의 활동은 그저 "음모"에 머물렀고, 대중적인 기반을 가진 "혁명"으로 이어지지 못했다. 이는 브라질과 이스파노 아메리카 국가 독립의 정체성 차이에 큰 영향을 주었다.

### 브라질 독립
반도 전쟁은 1807년 장 주노(Jean-Andoche Junot) 원수가 이끄는 프랑스군이 포르투갈을 침공하면서 발발하였다. 이 때문에 포르투갈 왕가는 리스본에서 리우데자네이루로 천도하였고, 이후 리우의 개발을 진행했다. 1815년 리우데자네이루는 브라질과 포르투갈 및 알가르베 연합 왕국의 수도로 결정했다. 포르투갈 정부는 반다 오리엔탈의 호세 헤르바시오 아르티가스가 이끄는 연방 동맹과 전투를 통해 반다 오리엔탈을 지배하였으며, 정복한 지역에 시스플라티나 주(Cisplatina)를 설립했다. 1820년 포르투갈을 자유주의적인 입헌군주국으로 변혁하려는 혁명이 일어나자, 리우데자네이루의 주앙 6세가 귀국을 요청했다. 1821년 포르투갈 왕궁은 리스본으로 귀환했지만, 섭정으로 잔류한 브라간사 왕가의 황태자 페드루를 죠제 보니파시오를 대표하는 브라질인 세력이 지지하여, 1822년 9월 7일에 페드루는 황제인 페드루 1세(재위 1823-1831)에 즉위하여 브라질 제국이 포르투갈에서 독립을 선언했다.

### 군주제 시대

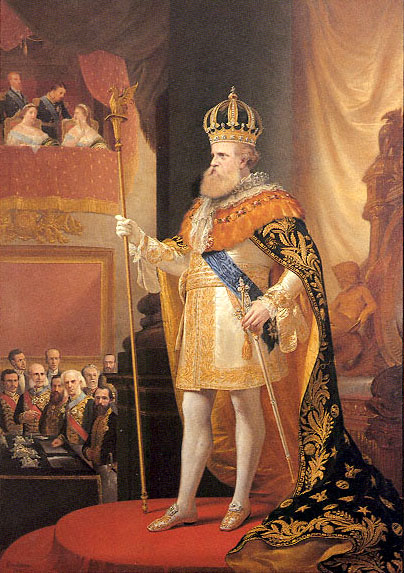
페드루 2세

브라질 독립은 브라간사 왕가 황제라는 구심력이 있었다. 해방자 시몬 볼리바르와 호세 데 산 마르틴, 미겔 이달고 등이 주장하던 공화제와 입헌군주제 사상은 충돌하지 않았다. 이스파노 아메리카 국가 분열과 달리 광대한 브라질 식민지 단일 단위로 새로운 주권 국가를 형성했다. 그러나 이것은 독립 후에도 식민지 시대 엘리트 계층의 권력 유지를 의미했다.
따라서 제정 시대는 처음부터 각 지방의 중앙정부에 대한 반란과 공화제를 요구하는 자유주의자 반란이 일어났다. 1820년대 북동부 페르남부쿠주에 적도 연맹의 반란이 일어났고, 최남단 시스플라티나주에 오리엔탈주의 리오데라플라타 연합주 복귀를 요구한 33명의 오리엔탈주 사람이 잠입하여 시스플라티나주를 둘러싸고 시스플라티나 전쟁이 발발했다. 시스플라티나 주는 영국의 중재로 1828년에 우루과이 오리엔탈 공화국으로 독립했다.
1831년 페드루 1세가 퇴위하면서 지방 혼란은 더욱 심했고, 최남단 히우그란지두술 주에서 목장 주와 가우초가 반란을 일으켜 파라포스 전쟁이 발발했다. 1840년 페드루 2세 (브라질)가 즉위하면서 사태는 안정을 찾기 시작했으며, 1848년 프라이에이라의 반란을 진압한 후, 브라질 사상 최초의 안정기가 찾아왔다. 페드루 2세는 영토 야심을 가졌던 우루과이, 파라과이에 개입하였다. 그 결과 1864년에 파라과이 시스코 소라노 로페즈 대통령은 브라질에 선전포고하여 파라과이 전쟁이 일어났다. 그러나 카시아스 공이 이끄는 브라질 제국 군대를 주체로 동맹했던 삼국동맹군은 파라과이를 격파했다.

1888년 브라질에서 노예 제도를 폐지 한 법.

한편, 독립 후에도 대농장의 노예제도를 계속 유지했지만, 미국 남북 전쟁 후 서유럽 문명지대에서 노예제도를 채택한 독립 국가는 브라질 제국만 남았다. 삼국동맹 전쟁 이후 오귀스트 콩트의 실증주의 영향을 받은 지식인이 노예제도를 비판했다. 삼국동맹 전쟁 이후 제도적으로 확립한 군대의 청년장교(테넨테)들은 실증주의 사상에 영향을 받았다. 군 장교와 지식인 중심으로 국내에 점차적으로 노예제도의 폐지와 제정의 폐지를 포함한 국민운동이 싹텄다. 이 운동은 1888년으로 《황금법》을 공포하면서 서반구에서 마지막까지 유지하던 노예제도를 폐지했다. 그러나 페드루 2세는 노예제도 폐지로 대농장의 지원을 잃었고, 다음해 1889년 데오도로 다 폰세카 장군의 쿠데타는  브라질 왕정 제도를 무너뜨렸다.

### 구 공화국 시대
1889년에 일어난 공화제 혁명으로 브라질 제국은 공화제로 전환했다. 이 시기에 카페 콩 레이치(Café com leite: 밀크커피)라고 불렸던 커피재배가 주요 산업인 상파울루주와 목축업을 기반으로 미나스제라이스주가 서로 대통령을 선출하는 관행이 생겼다. 또한 제정 시대부터 커피, 농장에서 노동력 확보하고자 이탈리아, 포르투갈, 스페인, 독일을 비롯한 유럽에서 이민을 받아들였다. 노예제 폐지 후 이민자 유입 속도가 더욱 빨라져, 1908년에는 유럽뿐만 아니라 아시아 지역 일본인 이민자들도 들어왔다. 1919년 파리강화 회의에서 일본이 제출한 인종차별 철폐 방안에 찬성하는 등 인종차별 철폐에 적극적이었다.
제1차 세계대전에 연합국으로 참전한 후, 1920년대에는 카페 콩 레이치 체제에 대한 비판이 높아져, 루이스 카를로스 프레스테스를 비롯한 테넨테(청년 장교)들이 각지에서 반란을 일으켰다. 이 테넨치즈모가 직접 국정에 큰 영향을 주지 않았지만 간접적으로 1930년대의 정치 상황을 마련했다.

### 바르가스 시대
1930년 카페 콩 레이치 체제 저항으로 반란이 각지에서 일어났다. 히우그란지두술 주의 제툴리우 바르가스가 1930년 혁명을 일으켜, 독재 정치 기반을 다졌다. 1932년 상파울루 주 반 바르가스 세력이 호헌 혁명을 일으켰고, 이 반란을 진압한 바르가스는 브라질 전역 지배권을 확보했다. 1937년 바르가스는 쿠데타는 이탈리아 파시즘에 영향을 받아 이스타두 노부(신국가) 체제를 확립했다. 바르가스 시대에 대학 정비, 국가 주도 공업화, 민족주의 추진과 이민자 동화 정책, 중앙 집권 체제의 확립을 진행했다. 1942년 바르가스는 제2차 세계대전에 연합국 일원으로 이탈리아 전선에 참전했지만, 독재 체제에 국민과 군 내부의 불만이 거세었고, 제2차 세계대전이 끝난 후 1945년 10월 13일 군사 쿠데타로 실각했다.

### 포퓰리즘의 시대

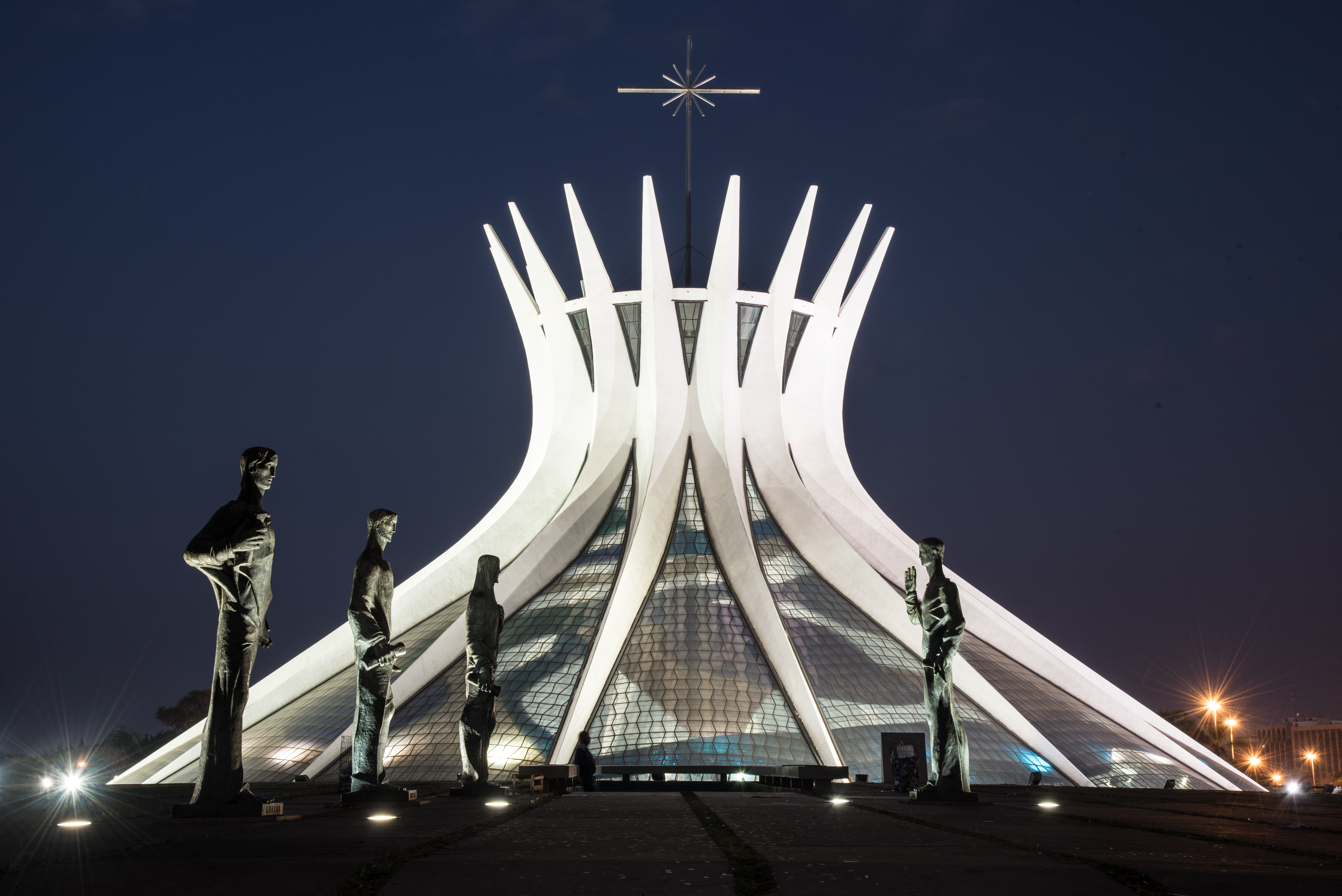
브라질리아 대성당

1946년 새로운 헌법을 제정된ㅣ한 이후 1950년 브라질 최초 민주 선거로 제툴리우 바르가스가 대통령에 취임했다. 두 번째 집권한 바르가스는 파시즘 색채보다 좌파 포퓰리즘 색채를 내세워 브라질 경제의 국민화를 진행했지만, 군의 저항과 빈대로 바르가스는 1954년에 자살했다. 1956년 취임한 쥬세리노 쿠비세키 대통령은 “50년 발전을 5년에”라는 공약을 내걸고 개발 정책을 추진하여, 내륙의 고이아스 주에 새로운 수도 브라질리아를 건설했고, 1960년 리루데자네이로에서 브라질리아로 수도를 옮겼다. 그러나 이 개발 정책으로 발생한 부채가 재정을 압박하여 인플레이션은 가속화했다. 1961년 취임한 존 베우키오루 마르케스 골라르트 (일명 장고) 대통령은 이 같은 어려운 상황을 극복하지 못하고 1964년 미국 지원을 받은 카스텔루 브랑쿠 장군의 쿠데타로 실각했다.

### 군사 독재 시대
1964년 쿠데타 주인공인 카스텔루 브랑쿠 장군은 군사 독재 체제를 확립하고, 친미반공 정책과 외국 자본의 도입을 중심으로 한 공업화 정책을 추진하였다. 이 군정의 시대는 "브라질의 기적"이라고 할정도의 고도 경제 성장이 가능했다. 그러나 1973년 오일쇼크 이후 경제 성장은 추락하고, 소득 격차의 증가로  범죄 발생 비율이 급격하게 상승했다. 또한 군사 정권의 인권 침해도 큰 문제였다. 그동안 각지에서 카를로스 마리게라의 민족해방행동(ALN)과 10월 8일 혁명운동 등 도시 게릴라가 무장 투쟁을 전개하며, 외국대사를 납치하는 등 여러 차례에 걸친 납치 사건이 발생했다.
1974년 대통령에 취임한 에르네스투 게이세우 장군은 국민 불만이 팽배하자, 군정 노선 전환했고, 1979년 대통령에 취임한 주앙 피게이레두는 민정 이관을 공약했다. 1985년 실시한 대통령 선거에서 탄크레두 네베스가 승리했다.

### 민정 이후
1985년에 민정 이양을 하고 문민 정권이 부활했지만, 탄크레두 네베스가 급사해서 부통령이던 조제 사르네이가 대통령직을 이어받았다. 그러나 심각한 인플레이션으로 경제는 악화했고, 사르네이 정권은 국내에서 큰 성과를 남기지 못했다. 하지만 라울 알폰신 정권 하의 아르헨티나와 관계를이 시기에 크게 개선했다. 오랫동안 지속했던 양국의 적대 관계에 종지부를 찍었다. 1990년 국가재건당 후보인 페르난두 콜로르 지 멜루 대통령이 취임했지만, 경제 문제에 대처하지 못해 수많은 부패와 각종 기행을 남기고, 1992년에 파면되었다. 부통령 이타마르 프랑쿠가 이어받은 후 1995년 브라질 사회민주당에서 취임한 페르난두 엔히크 카르도주 정권 하에서 아르헨티나, 브라질, 우루과이, 파라과이는 같은 해 메르코수르(남미 공동 시장)를 발족했다.
2003년 노동자당의 루이스 이나시우 룰라 다 시우바 대통령이 취임 이후 세계 경제의 호조를 바탕으로 경제를 회복하였다. 룰라는 두 번의 연임을 했고, 2010년 10월 실시한 대통령 선거에서 여당인 노동자당의 지우마 호세프 국무부 장관이 당선됐다. 지우마 호세프는 2011년 1월 1일 대통령에 취임하였고, 2014년 대선 때 재선의 성공하였으나, 2016년 5월 12일에 대통령의 직무 활동이 정지되었으며, 동년 8월 31일에 탄핵되었다. 이후 미셰우 테메르가 대통령으로 취임하면서 좌파 정권에서 우파 정권으로 교체했으나, 2018년 선거에서 결선 투표 끝에 노동자당의 페르난두 아다지가 사회자유당의 자이르 보우소나루에게 패배하여 낙선을 하였고 이로써 브라질의 도널드 트럼프라고 불리는 극우 후보인 자이르 보우소나루가 당선하여 대통령에 취임하였으며 현재는 노동자당의 루이스 이나시우 룰라 다 시우바가 세번째로 대통령에 취임하였다.

## 정치

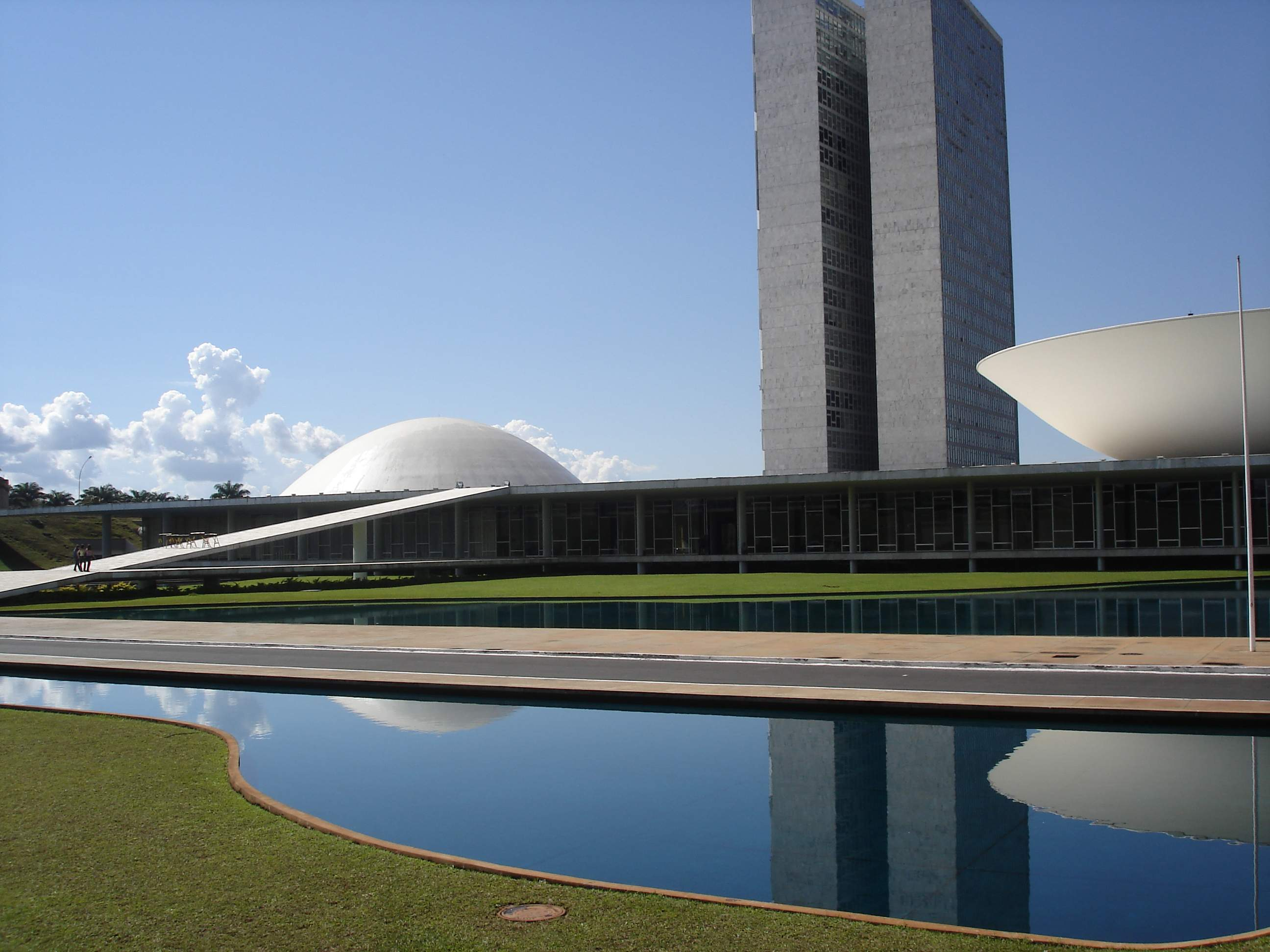
브라질의 상하 양원

브라질은 민주 연방공화정으로 대통령중심제를 채택했다. 대통령은 국가수반이자 정부 총책임자이며, 재선이 가능한 연임제로 임기는 4년이다. 대통령은 각 부처의 장관들을 임명할 권한이 있다. 입법부가 입법 기능과 더불어 법 제정과 관련된 문제들을 담당하며, 양원제를 채택해 하원격으로 브라질 대의원을, 상원격으로 브라질 연방상원을 두었다. 사법부는 입법부와 행정부에 독립한 국가기관이다. 2010년 민주주의 지수 보고에서 브라질을 ‘민주국가’로 인정했다. 브라질 행정 구역은 크게 연방, 주, 연방구, 시들로 이룬다. 연방은 5개의 기본원칙을 기반으로 한다. 크게 ‘주권, 시민권, 인간 존엄성, 노동의 사회적 가치와 기업의 자유, 정치적 다원주의’로 나눈다. 브라질 헌법에 규정한 삼권분립 제도를 체택하며, 권력도 남미의 타 국가들에 비하여 잘 안배한 편이다.
행정부와 입법부 요인들을 모두 국민들이 직접 선출한다. 판사들과 사법 관료들은 사법 시험을 통과한 후 임명한다. 브라질은 역사적으로 다당제와 비례대표제를 채택했다. 18세와 70세 사이 국민들에게 투표는 의무이며, 16세와 18세 사이, 그리고 70세 이상의 국민들에게는 선택 사항이다. 현재 브라질에 여러 당들이 있는데, 그 중 노동자당, 브라질 사회민주당, 민주운동당, 민주당, 이 4개의 당이 가장 세력이 크다. 의회에 총 15개 정당들이 의석을 차지했다. 정치인들이 흔하게 바꾸며, 이 때문에 정당들의 의석 수도 자주 바뀐다. 현재 브라질에는 40여개가 넘는 정당들이 있는데, 대체로 브라질 정치 지형은 좌파 쪽으로 있으며, 포퓰리즘 정당들이 많이 득세한다. 다만 정치적 스펙트럼이 때에 따라 많이 바뀌곤 해서 브라질 정당들은 자신들의 스펙트럼에 대하여 불명확한 입장을 자주 취하므로 성향을 정확히 측정하기는 쉽지 않다.
미국식 대통령제를 채택하였으며, 대한민국과 달리 부통령이 존재한다. 이 나라에서 대통령은 강력한 권력을 행사한다. 브라질은 대통령제를 기반으로 대통령을 원수로 하는 연방공화제 국가이다. 대통령과 부통령의 임기는 4년이며, 한 번에 한하여 재선을 인정한다. 즉, 3선은 헌법에서 금지했다. 대통령을 의회가 탄핵 가능하다. 현재 대통령은 자이르 보우소나루이다. 의회인 브라질 국민회의는 양원제로서 원로원(원로원 상수 81)과 대의원(대의원 상수 513)으로 이룬다. 현행 헌법은 1988년 헌법 제정했다. 동서 냉전시대인 1964년부터 1985년까지 군사정권이었다. 군사정권 하에서 현재까지 관료와 정치인, 경찰의 부조리와 부정부패가 큰 상태이다.

### 정당
좌파 정당인 노동자당 (PT) 외에 여당과 연정을 구성했지만 전직 대통령인 지우마 호세프가 퇴진하여 여당이 된 브라질민주운동당(PMDB)과 사회국민당(PPS) 등이 있다. 여당 수뇌부 사이에 다른 당 의원을 매수하는 사건, 불법 선거 모금으로 비자금 조성하는 사건 등 의혹이 나온 이후, 여당 존재감이 떨어졌으며, 과거에는 극우 정당인 사회자유당(PSL)이 여당이였으나, 현재는 노동자당이 여당이 다시 되었다.

### 선거
투표는 18세부터 70세까지 글을 읽고 쓸는 모든 국민에게 의무가 있다. (의무투표제) 원하면 16세 이상 18세 미만 또는 70세 이상 국민과 문맹 국민도 선택적으로 투표에 참여한다.

### 정권
2003년 1월 룰라 정권이 출범했다. 원래 노동 조합 지도자였던 룰라는 "기아 제로" 계획을 실시, 빈곤가정을 위한 식량 원조와 원조금 제도 등을 추진했다. 빈곤 가정의 생활 수준을 꾸준히 개선하여 경제 발전에 뒤쳐졌던 내륙 지역의 인프라 정비도 진행했다. 외교 면에서 남미 통합의 리더십도 발휘했다. 2006년 6월 24일에 룰라 대통령은 집권 여당 노동자당의 전국 대회에서 대통령 후보 지명을 수락했고, 10월 대선에서 빈곤층의 압도적인 지지를 얻어 재선했다.
룰라 정권은 2014년 FIFA 월드컵과 2016년 리우데자네이로 올림픽라는 양대 스포츠 행사를 유치하여 성공적인 개최로 마무리했다.
2011년 1월 1일부터 룰라 뒤를 이은 지우마 호세프 새 정부가 출범했으나, 2013년 3월 16일부터 2016년 5월 12일까지 촉발한 반 정부 시위로 탄핵 위기를 맞았다. 2016년 8월 31일 탄핵되면서, 지우마 호세프 정권이 무너졌다. 우파 정권으로 교체하였으나 브라질민주운동당 소속 대통령인 미셰우 테메르 정권이 부정부패를 저지른 결과로 미셰우 테메르를 비롯한 기존 정권의 수뇌부들이 전부 감옥에 가는 사건이 일어났다. 2018년 선거를 시작하였고 결선 투표 끝에 사회자유당 자이르 보우소나루가 당선되어 대통령에 취임하였으며 현재는 노동자당 루이스 이나시우 룰라 다 시우바가 대통령에 세번째로 취임하였다.

## 지리

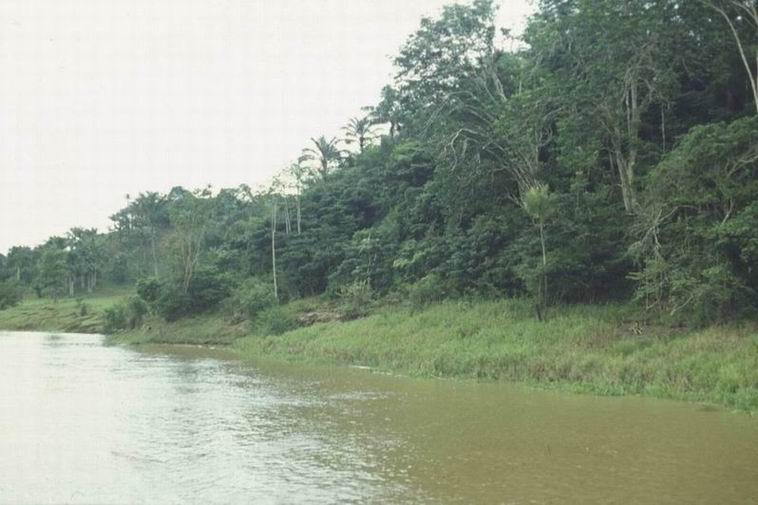
아마존 강의 모습

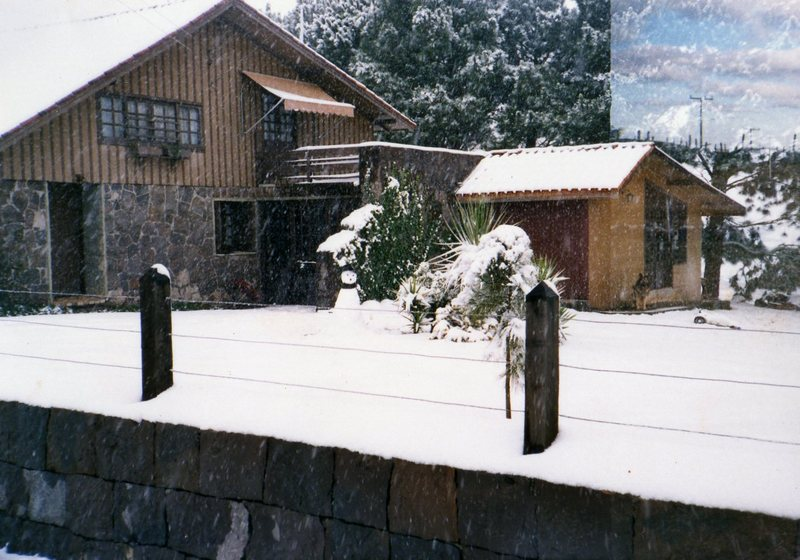
사오 조아킴, 산타카타리나주의 눈

### 지형
브라질은 남아메리카 최대의 국가로서 유역을 포함하면 8,514,876.6 km2에 달하며 남아메리카 대륙의 47.7%를 차지하고 있어 거의 절반에 육박한다. 남미에서 두 번째로 면적 큰 아르헨티나보다도 3배 이상 더 크다. 면적 상으로는 러시아, 캐나다, 중국, 미국에 이어 세계에서 다섯 번째에 속하며, 아메리카 대륙에서는 세 번 째로 큰 나라이다. 브라질의 영토는 알래스카와 하와이를 제외한 미국 본토의 면적(약 808만 km2)보다 조금 더 크다. ===
브라질의 지형을 살펴보면 북부는 아마존강이 흐르는 세계 최대의 열대 우림 지대이며(아마존 분지), 이곳은 전 세계 산소의 25% 이상을 생산하고 있어 '지구의 허파'라는 별명으로 유명하다. 그러나 최근 개발로 인해 환경 파괴가 지속되고 있어 아마존강 유역의 사막화가 문제가 되고 있다. 중부에는 브라질고원이 펼쳐져 있고 남부에는 넓은 평야가 펼쳐져 있다. 최고봉은 베네수엘라와의 국경 근처 북부 기아나 고지의 피고 다 네블리나 산으로 해발 3,014m이다. 열대는 "Cerrado"라는 광대한 초원이 펼쳐져 있으며, 에마스 국립공원도 포함되어 있다. 또한, 북동부는 해안에서 대서양림이 아르헨티나 일부 지방까지 펼쳐져 자주 가뭄에 시달려 왔다.
브라질은 넓은 국토답게 위도도 넓게 분포해 있는데 북쪽 끝의 위도는 북위 5°16'18.0"이고 남쪽 끝의 위도는 남위 33°45'02"에 해당한다. 극남과 극북의 직선거리는 약 4,400km로 전 세계를 통틀어 남북으로 가장 긴 나라이다. 그리고 국토가 넓은 나라답게 여러 나라와 국경을 접하고 있는데 프랑스령 기아나, 수리남, 가이아나, 베네수엘라, 콜롬비아, 페루, 볼리비아, 파라과이, 아르헨티나 및 우루과이와 국경을 접하고 있다. 즉, 에콰도르와 칠레를 제외한 남아메리카의 모든 나라와 국경을 접한다.
남서부 파라과이, 아르헨티나와의 국경 부근에는 유명한 이구아수 폭포가 있고, 라플라타강 수계의 큰 강 파라나강이 흐른다. 다른 강으로는 네그루강, 상프란시스쿠강, 싱구강, 마데이라강과 타파조스강이 있다. 또한 볼리비아와 파라과이 국경 부근은 세계 최대의 열대 습지인 판타나우 자연 보전 지역이 있다.
브라질 남부 세개 주는 브라질고원에서 우루과이, 아르헨티나로 이어지는 팜파스(대평원)와 마이그레이션 지대가 되고, 전통적으로 목축업이 성행하여 가우슈도 존재한다. 남부는 코노 수르의 일부로 취급되기도 한다.

### 기후
쾨펜의 기후 구분에 따르면, 국토의 93%는 열대 지역에 속한다. 브라질의 기후는 북부의 열대 기후와 남회귀선이 지나는 상파울루 이남의 온대 기후로 나뉜다. 또한 열대 기후도 지역 특색에 따라 적도 기후, 열대, 스텝, 고지대성 열대, 그리고 아열대 기후로 나뉜다. 기온은 열대지역에서 연중 26도 이상 유지되며 기온의 변화가 뚜렷하지 않다. 그러나 온대 지방인 히우그란지두술주, 산타카타리나주 지방에는 겨울철(6 - 8월)에 눈이 내리기도 한다.
강우량은 대부분 지역이 연중 1,000에서 1,500mm이며 대부분 여름철인 9월부터 4월까지 내린다. 아마존 지역은 연중 2,000mm이상이며 벨렘 지역은 3,000mm까지 된다.
사계절 위도에 따라 계절이 다르지만, 일단은 다음과 같이 나눌 수 있다.
- 봄 : 9월 22일부터 12월 21일
- 여름 : 12월 22일부터 3월 21일
- 가을 : 3월 22일부터 6월 21일
- 겨울 : 6월 22일부터 9월 21일

## 행정 구역
브라질은 26개의 주(포르투갈어: estados)와 1개의 연방구(포르투갈어: distrito federal)로 이루어져 있는 연방 국가이다. 최남단에 위치하였던 시스플라티나 주는 우루과이로 독립하였다.
| 북부지방 1. 호라이마 2. 아마파 3. 아마조나스 4. 파라 5. 토칸칭스 6. 아크리 7. 혼도니아 | 북동지방 1. 마라냥 2. 피아우이 3. 세아라 4. 히우그란지두노르치 5. 파라이바 6. 페르남부쿠 7. 알라고아스 8. 세르지피 9. 바이아 | 중서지방 1. 마투그로수 2. 고이아스 3. 연방구 (브라질리아) 4. 마투그로수두술 |

| 남동지방 1. 미나스제라이스 2. 이스피리투산투 3. 리우데자네이루 4. 상파울루 | 남부지방 1. 파라나 2. 산타카타리나 3. 히우그란지두술 |

## 국방

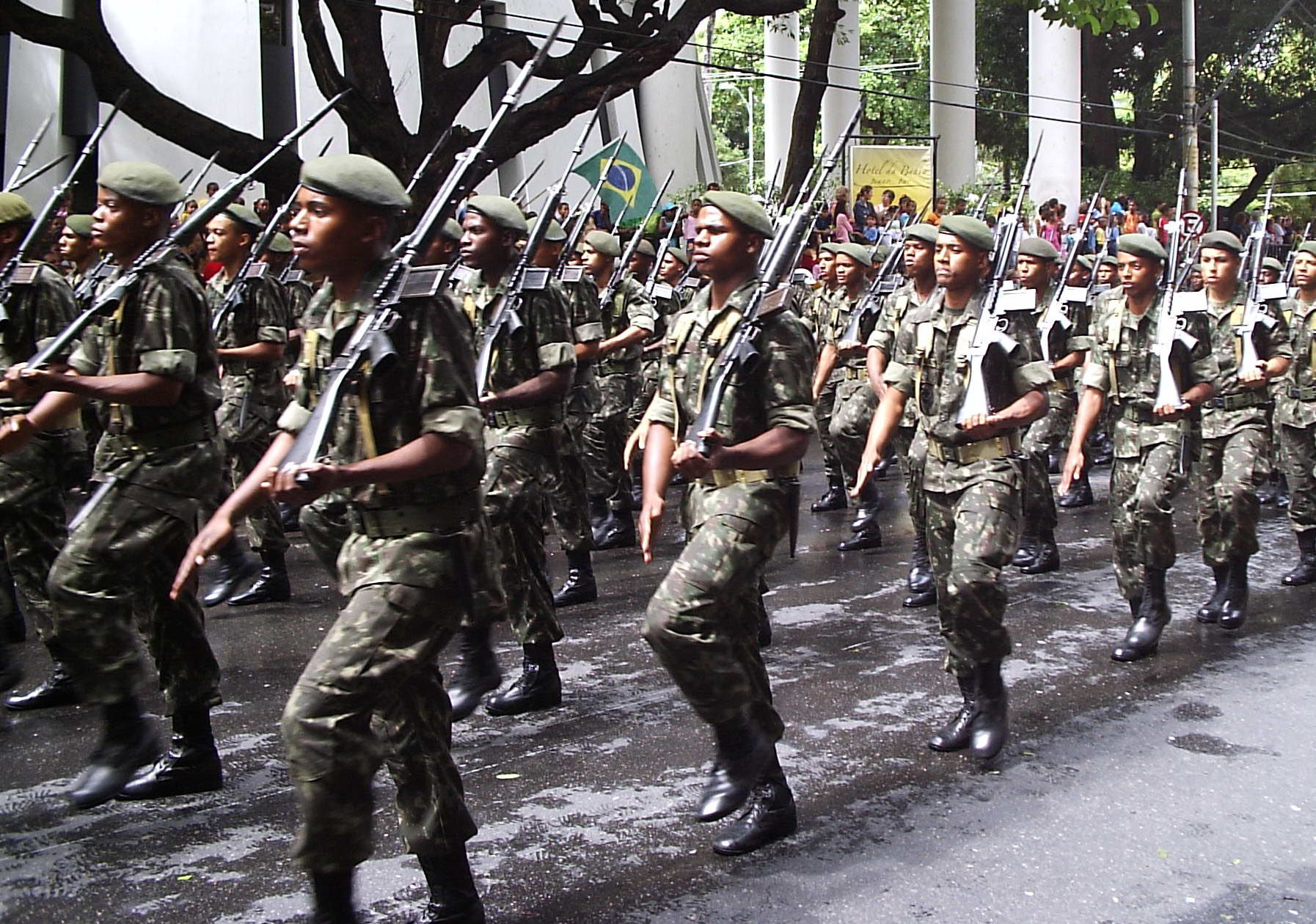
사우바도르 다 바이아의 퍼레이드

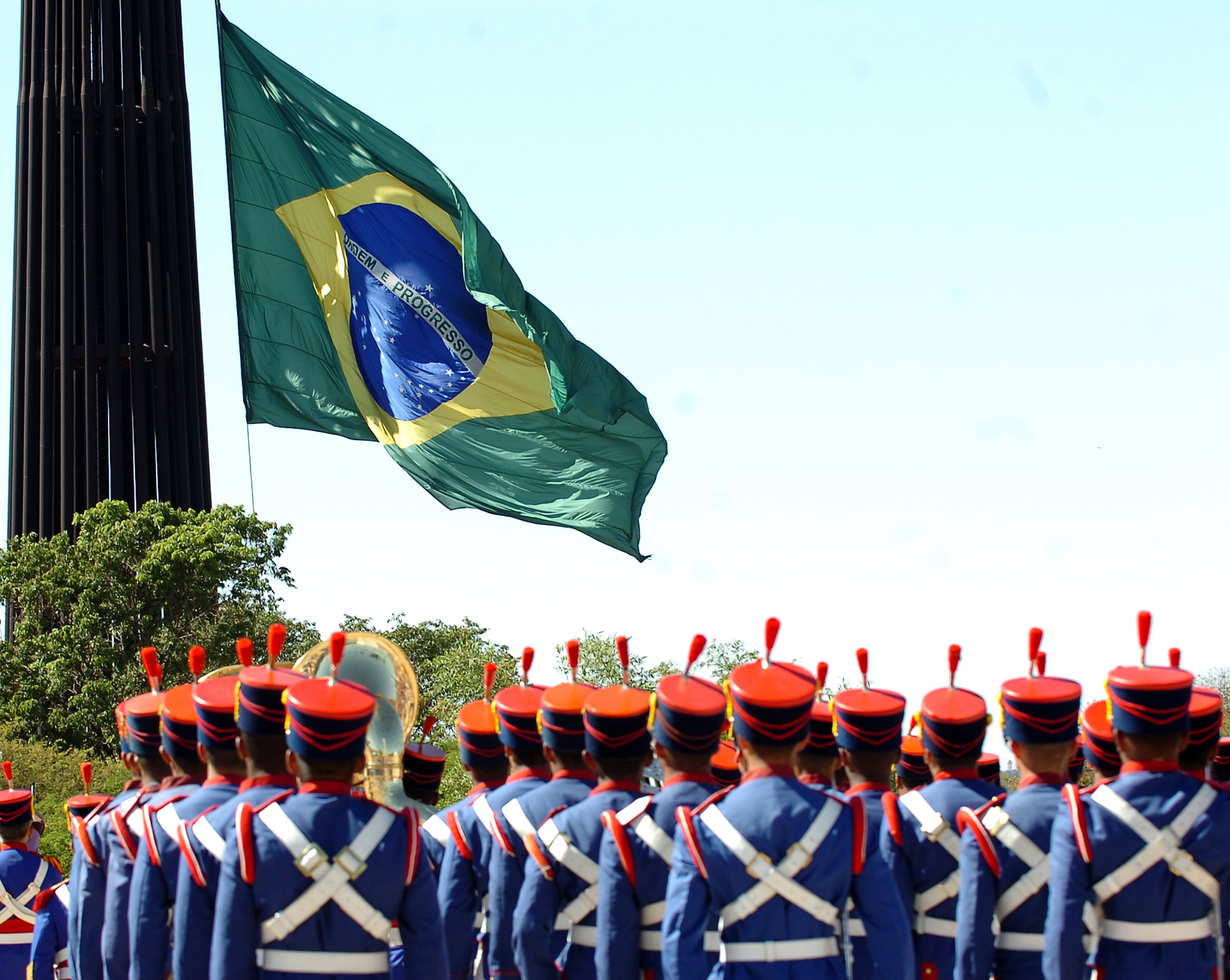
브라질리아의 브라질 군

헌법에서 징병제를 채택하고 있다. 브라질 해군은 프랑스제 항공 모함을 보유하고 있으며, 자체 무기 생산기술이 있다.
1889년 공화제 혁명에 중요한 역할을 한 것이 주된 이유가 되어 군대는 전통적으로 정치에 강한 영향력을 가지고 있었고, 1920년대부터 “테넨치즈모”( 테넨테 = 중위에서 청년 장교를 가리키는 말이 되었음)라는 혁신적인 청년 장교가 강한 영향력을 가지고 정치를 추진하려는 경향이 생겨 바르가스 체제의 설립에도 협력했다. 이후 1964년부터 1985년까지 군정 하에 있기도 했고, 민정 이관 시 큰 영향력을 정계에 남겼다. 그래서 아직도 군은 “브라질 최대의 야당”이라고 불리고 있다.
또한 브라질은 제1차 세계대전, 제2차 세계대전 모두 연합국 측에 참전하였다. 제2차 세계대전에 연합군으로 참전했을 때, 라틴 아메리카에서 유일하게 육군을 유럽 전선(이탈리아 전선) 에 파견했다. 그 후 1965년 도미니카 공화국 내전의 치안 유지에 파견되었고, 미국 주도로 보쉬파 사회 개혁 정권의 붕괴에 적극적인 협력을 했다.
1982년의 포클랜드 전쟁에서 패배하여 아르헨티나 군사 정권이 붕괴된 후 오랫동안 최대의 가상 적국으로 보고 있었던 아르헨티나와의 융화 정책을 실시하였고, 그때까지 계속된 군비 경쟁이 끝나 현재는 주변국과의 군사적 긴장 관계가 없어졌다. 그러나 국토가 넓기 때문에 여전히 남미 최대 규모의 군사력을 가지고 있다.
12개월 징병제를 깔고 있으며 전체 병력은 약 320,000명 정도다. 육군, 해군, 공군 및 헌병이 존재한다. 군사 정권 시대에는 핵 개발 계획을 추진했지만, 1988년 아르헨티나와 함께 핵 계획의 포기를 선언했다.
최근에는 유엔의 PKO에 적극적으로 파견되어 있다. 또한 각종 군용기와 군용 차량의 국산화가 진행되고 있으며, 특히 군용기는 남미 주변국뿐만 아니라, 유럽이나 중동 국가, 오세아니아에도 수출되고 있다.
육군은 병력 189,000명을 가지고있다. PKO를 아이티에 파견하고 있다. 해군은 병력 32,900명을 가지고 있다. 2008년
라틴 아메리카에서 유일하게 항공모함을 보유한 해군이며 공군은 병력 65,300명을 가지고 있다. 주요 장비는 AMX 항공기, Embraer EMB 110 등이다.

## 외교
브라질은 1959년 일찍이 대한민국과 수교하였으며 1963년 무역, 이민협정을 체결하였다. 현재 브라질 한국 교민들과 한국의 여러기업 및 공공기관들이 진출해 있다. 북한과는 2001년에 수교해 각국에 상주 대사관이 설치되었다. 현재 브라질 선수들 중에는 K리그에 진출한 선수가 있으며 한국의 축구 선수들도 브라질에 진출하기도 하였다. 한국 교민에 대한 평가는 매우 높다. 현재 브라질과 한국을 잇는 직항 노선은 항속거리 문제로 인하여 존재하지 않는다.

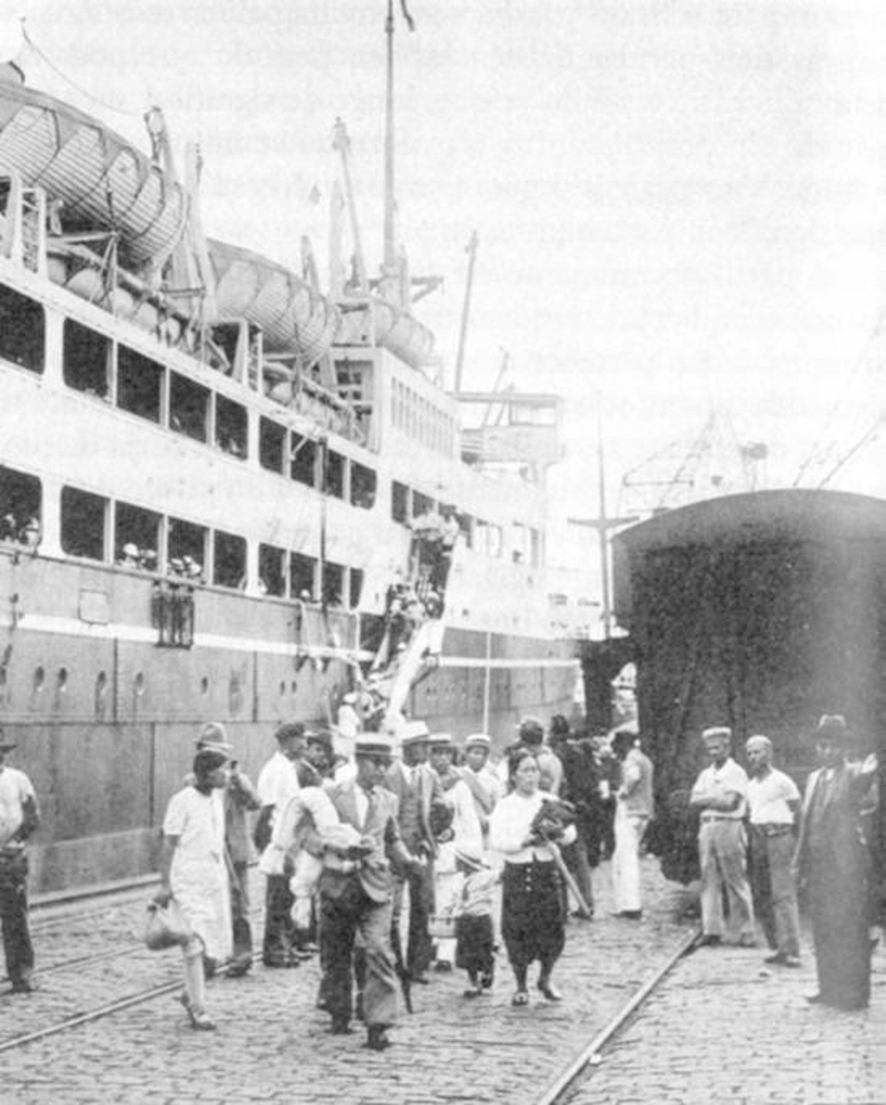
브라질에 도착하는 일본인들(1937년)

일본과는 브라질에 약 180만명이라는 해외 최대 규모의 일본인 사회가 형성되어 있다는 사실도 있기 때문에 정치, 경제, 문화적인 면에서 깊은 관계를 유지하고 있다. 브라질은 G4 국가로서 일본과 함께 국제연합 상임이사국을 목표로 하고 있다. 1908년 4월 28일, 781명의 일본인이 고베항에서 브라질 이민을 떠났다. 배는 50일의 항해 끝에 1908년 6월 18일 브라질에 도착했다. 이를 기념하는 100주년 행사가 2008년에 열렸다. 브라질에 일본 사람들이 건너가서 산 이유는 농사를 짓기 위해서였다.
브라질의 주 중에 하나이며 브라질 최남단에 위치한 주인 시스플라티나 주는 현재 우루과이라는 이름으로 독립하여 하나의 국가가 되었다.

## 범죄
브라질 헌법은 총 5개의 경찰 조직들(연방 경찰국, 연방 고속도로 경찰, 연방 철도 경찰, 헌병, 지구대)을 설립하여 자국의 높은 범죄율을 막기 위해 고군분투하고 있다. 이 조직들 중 앞 3개는 연방정부의 통제를 받으며, 뒤 2개는 주 정부의 통제를 받는다. 모든 경찰력들은 연방정부나 주정부의 행정부의 관할이며, 입법부는 이에 관여할 수 없다. 브라질의 군부대인 국가공공안전군(National Public Security Force)도 만일의 소요 사태에 대비하여 전국에 투입될 준비를 항시 갖추고 있다. 브라질은 여전히 세계적으로 높은 수준의 총기 범죄와 살인율을 유지하고 있다. 2012년 기준, 세계보건기구는 브라질에서 인구 10만명당 32명의 사람들이 살해당했다고 추정하였고, 이는 10만명당 10명인 세계 평균과 비교하여도 세계적으로도 가장 높은 수치였다. 2018년에 브라질에서는 총 63,880명이 살해당했다. 다만 브라질은 지역별로도 범죄율이나 살인율이 천차만별이다. 상파울루는 2013년 기준으로 10만명당 10.8명이 사망한 것에 비하여, 알라고아스에서는 10만명당 64.7명이 살해당하는 기록을 세우기도 하였다.
브라질에는 범죄자가 많은 이유로 당연히 수감자들도 엄청나게 많으며, 중국과 미국 다음으로 세계에서 3번째로 많은 수의 재소자들이 갇혀있다. 2014년 6월 기준 브라질에는 대략 70만 명의 수감자들이 있었으며, 1992년과 비교하여도 30000%나 폭증한 추세이다. 이같이 수감자들이 압도적으로 많기에, 결국 재소자들의 수가 감옥의 수용가능인원인 20만 명을 초과한지는 이미 오래이다.

## 경제

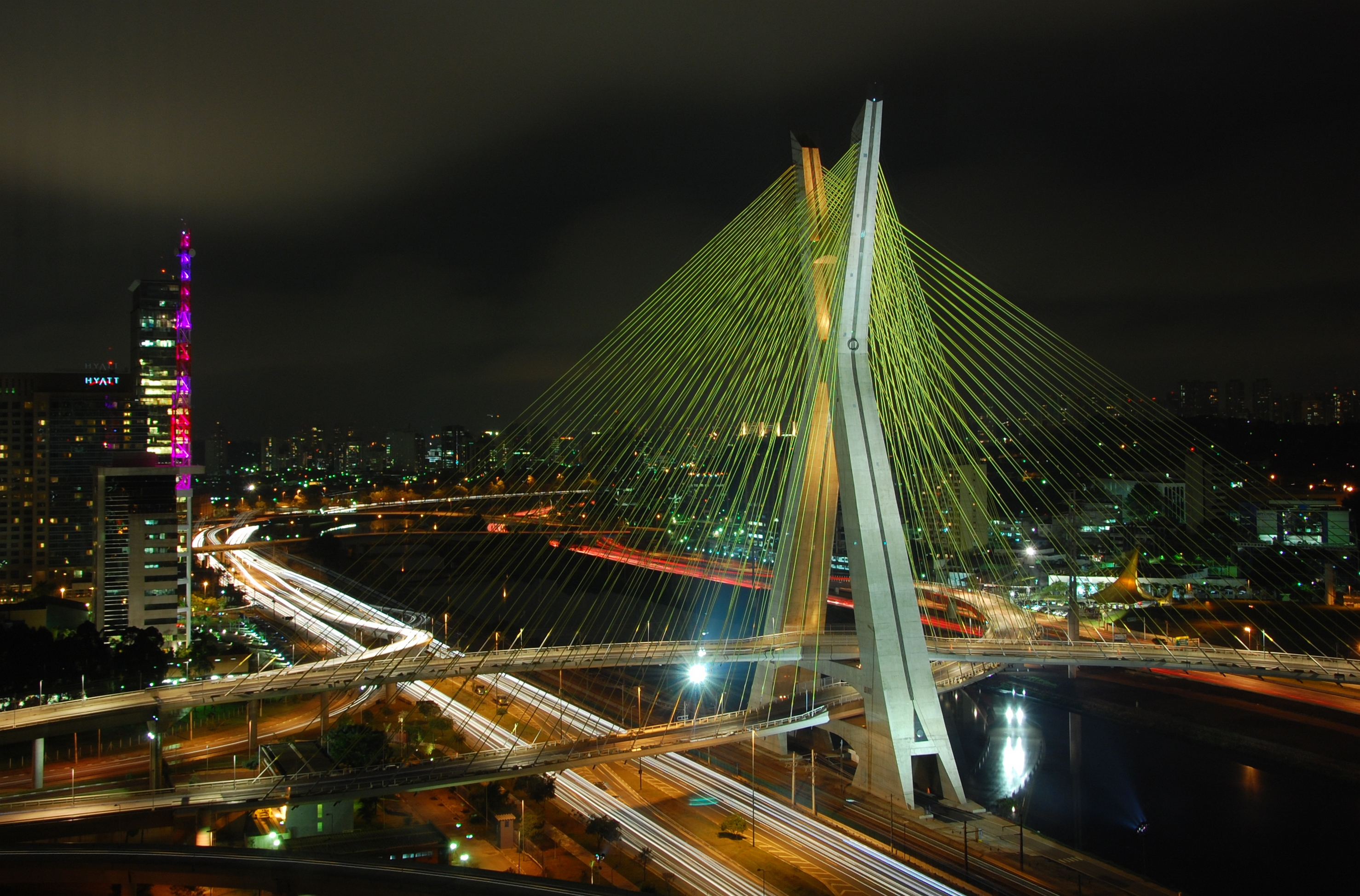
상파울루는 브라질의 금융 도시이며, 메가 시티이다.

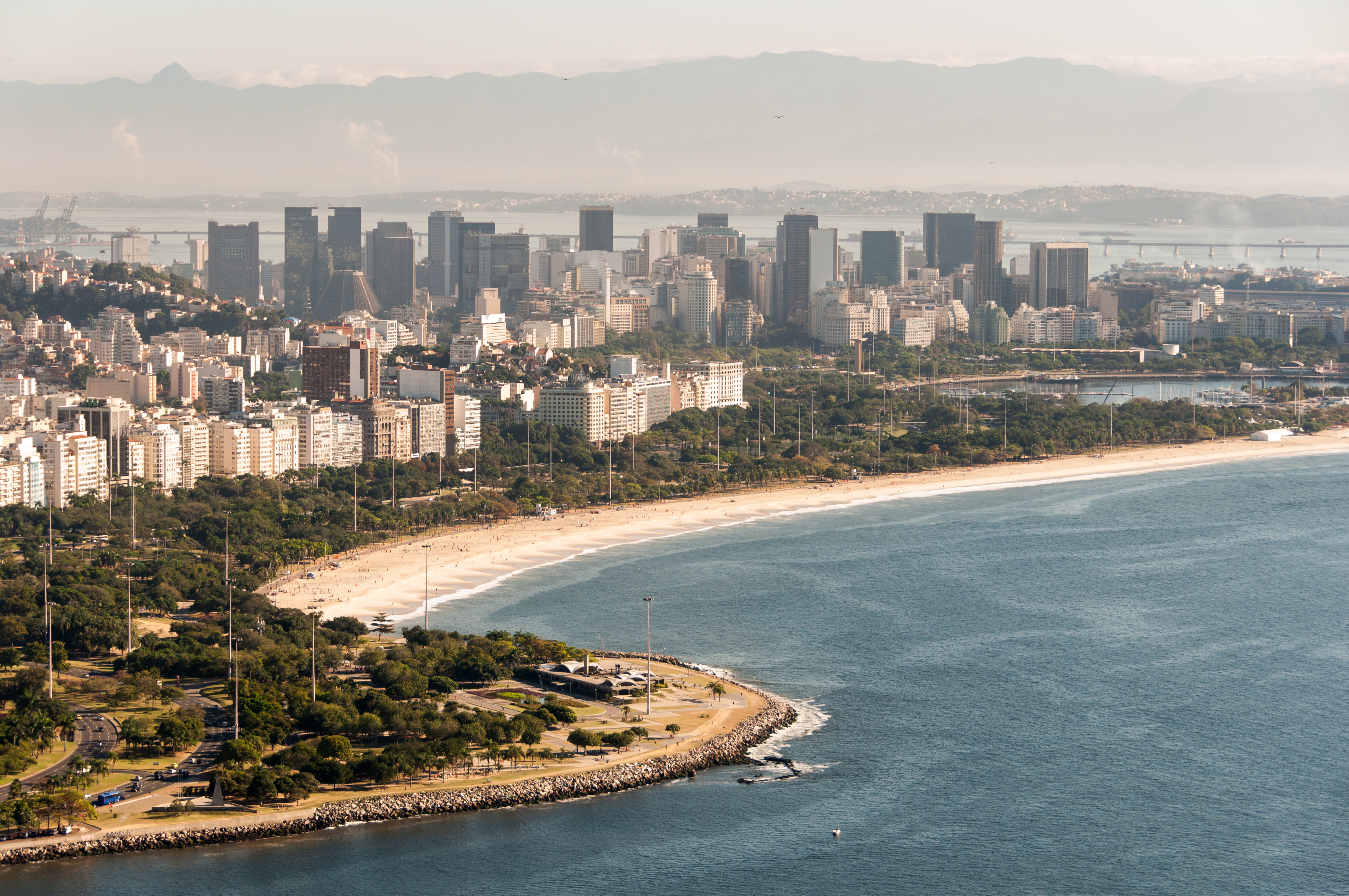
브라질 제2의 도시 리우데자네이루

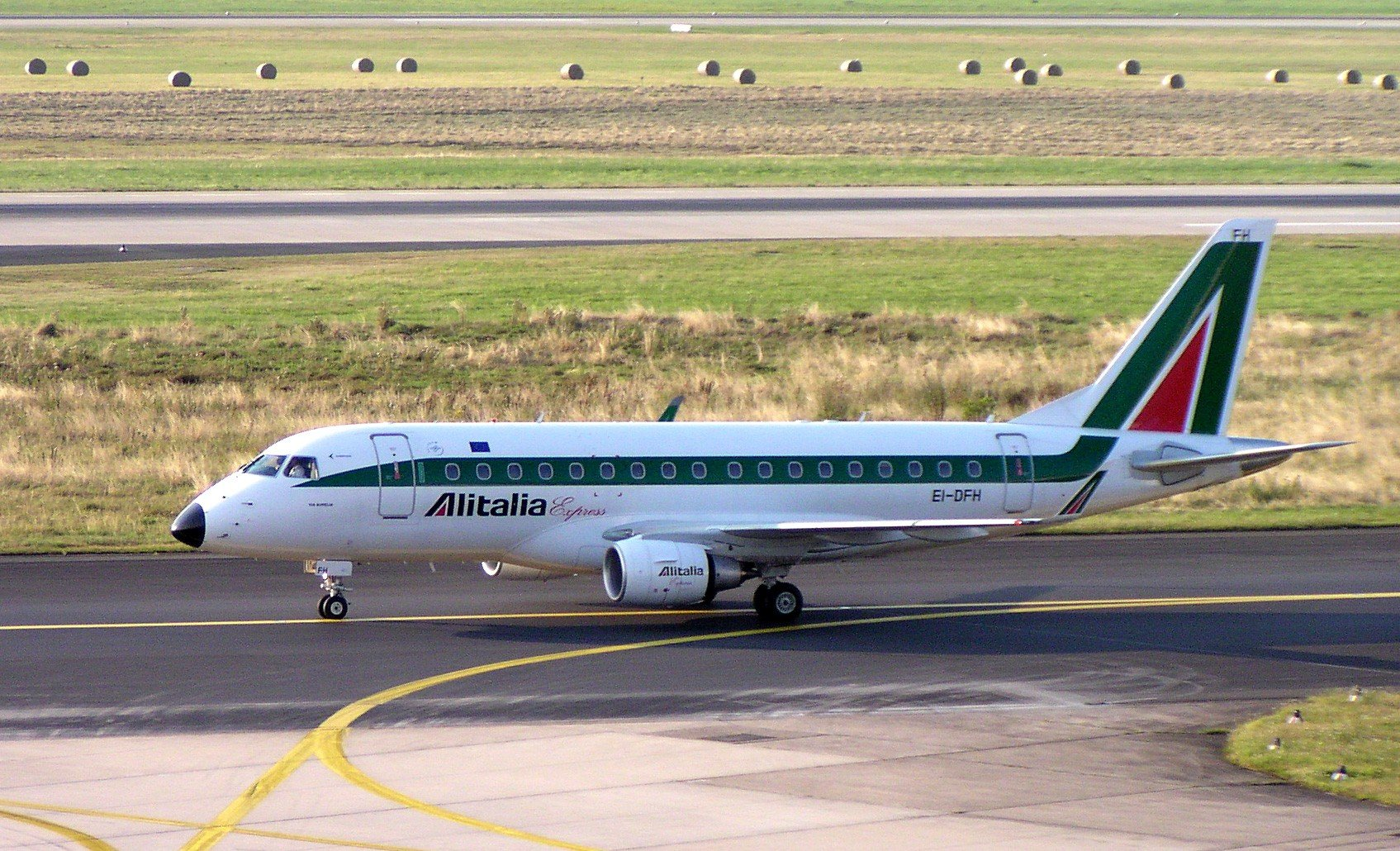
엠브라에르 EMJ-170LR

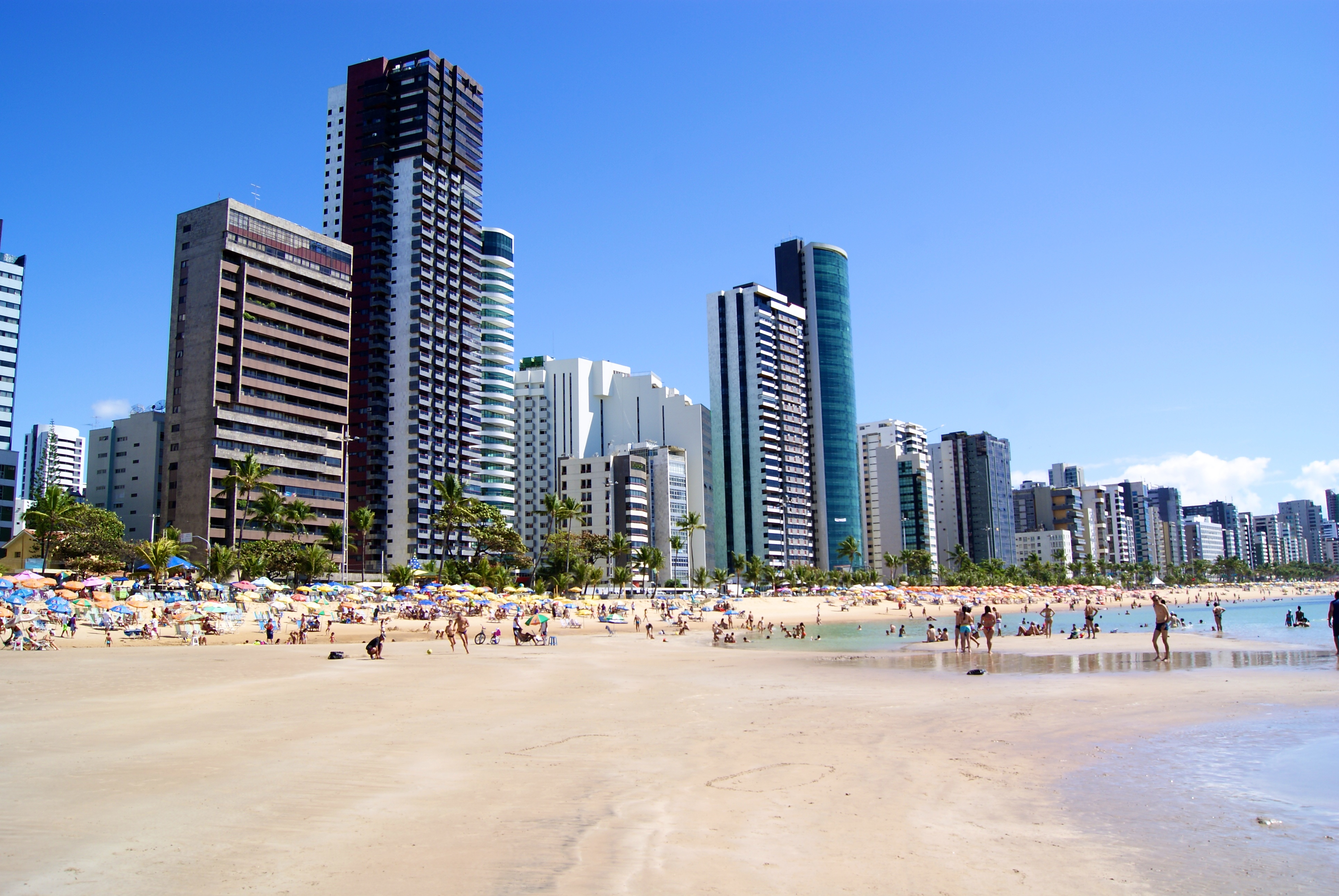
헤시피

IMF에 따르면 2010년 브라질의 GDP는 2조 235억 달러로 세계 8위이다.
건국 이래 오랫동안, 영국과 미국, 일본을 비롯한 선진국들의 주요 채무국이었으며, 70년대 경제 정책의 실수로, 또는 채무가 급증하였다. 1980년대에는 중남미에서 멕시코, 아르헨티나, 페루와 대등한 재정 파탄 국가의 하나로 꼽혔고, 인플레이션과 막대한 누적 채무를 겪었다. 1980년대 초반 세계적인 금리 상승을 계기로 브라질은 마이너스 성장을 기록하였다. 해외 자본의 유입은 소강 상태였고, 국내 투자도 둔화되었다. 또한 대외 채무의 부담으로 공공부문의 적자가 증가하여 더욱 인플레이션을 가속시키는 결과를 가져왔다. 1980년대 후반에는 1,000% 이상의 인플레이션이 일어났고, 1992년에는 물가 상승률이 1.175%에 달했고, 1993년에는 2,500%라는 엄청난 하이퍼 인플레이션이 유발되었다. 그러나 전혀 인플레이션은 멈추지 않았고, 말기에는 그들을 미국 달러로 물건을 살 수 없어서 사실상 통화는 휴지조각이나 다름없었다.
고통의 선택 끝에 브라질 정부는 당시의 통화인 크루를 총 4회에 걸쳐 화폐 개혁을 실시하여 통화의 가치를 무려 2조 7,500억 분의 1의 인하를 단행하고 새로운 통화인 레알로 바꾸었다. 1994년이 되어 새로운 통화인 레알 함께 "레알 플랜"라는 달러 PEG제를 도입함으로써 간신히 하이퍼 인플레이션을 억제하는데 성공했다. 1998년에는 국제통화기금의 구제 금융을 받기도 하는 등 여러번 경제 위기를 겪으며 세계 최고의 채무국이라는 오명을 안고 있었다. 그 후 1999년에 일어난 브라질 외환 위기는 한때는 국가를 부도 직전까지 몰고갔지만, IMF와 미국의 긴급 융자로 파탄은 막았다.
2003년부터 집권한 룰라가 이끄는 노동당 정권은 개발 도상국에 무역을 확대했고, 브라질은 오랫동안 지속된 누적 채무 문제를 해결하기에 나섰다. 천연자원 개발과 제조업의 발달로 경제가 안정되면서 2005년에는 전년도에 비해 국내 총생산이 약 31% 정도나 증가하기도 했다. 이후 경제 회복과 함께 2007년 국제통화기금에 채무를 갚고 채무국에서 채권국으로 돌아섰다. 현재는 경제규모 세계11위의 경제 대국으로 발전하였으며 앞으로도 성장이 기대되어 브릭스에 포함되기도 했다.
메르코수르, 남아메리카 국가 연합의 회원국이며, 현재는 러시아, 중국, 인도와 함께 브릭스(BRICs)라고 불리는 신흥경제국가군의 하나로 손꼽히며 경제 상황이 부활했다.
여객 및 화물수송의 85%를 도로수송에 의존하고 있으나, 국토가 광대하여 예부터 항공운송이 성행하였고 또 긴 해안선과 풍부한 하천을 바탕으로 한 수상교통도 성행하고 있다. 중공업, 그 중에서도 항공산업이 발달하였고, 1969년 설립된 국책 회사인 엠브라에르는 현재 소형 제트기 시장의 절반 가까운 점유율을 자랑하며 일대 시장인 유럽이나 일본 등 아시아 각국을 비롯한 세계 여러 나라에 수출되는 등 그 기술력은 높은 평가를 받고 있다.
공중 위생, 교육 등 공공서비스의 수준은 선진국에 비해 낮고, 해안과 대륙 내부의 경제격차와 빈부격차가 심하지만, 경제와 재정의 호전을 배경으로 최근 급속히 개선되고 있고, 빈곤층의 생활 수준이 올라가 내수 확대에 기여하고 있다.
또한 GDP에 있어서 세금의 비율은 30%를 넘고 있어 BRICs 국가에서 돌출하고 있다. 이것은 빈곤계층에 대한 지원(식량 배급)를 위해 과세를 하고 있기 때문이다. 높은 세율에 진저리를 내고 있는 부유층에서 현 정권에 대한 불만의 목소리가 높아지고 있다. 그러나 이러한 정책으로 의료 및 복지 교육 수준 향상, 지역에 생활 기반의 정비가 착실히 진행되어 대다수의 시민 계층으로부터는 높은 지지를 얻고 있다.

### 산업

#### 공업
값싼 노동력과 풍부한 천연 자원으로 브라질은 2004년도 국민총생산(GNP)이 세계 9위에 올라섰고, 남반구와 남미 국가들 중 최대의 경제 규모가 되었다.
제2차 세계대전 후 1950년대 이후 급속한 공업화를 추진함과 동시에 경제 발전을 위해 군사 정권이 외자 도입 정책을 추구하였고, 1960년대 후반부터 매년 10% 이상의 성장률을 보이며 브라질 붐(싼 인건비에 숙련된 노동력, 풍부한 자원)을 불러 일으켰다.
이에 따라 일본과 미국, 독일과 프랑스 등의 유럽 국가와 선진국에서 직접 투자에 의한 현지 생산 및 합작 기업 설립도 급증하였고 자동차 생산 및 조선, 제철은 항상 세계 10위권을 차지할 정도의 산업 국가가 되었지만, 1950년대 후반 당시의 주셀리누 쿠비체크 대통령이 내건 "50년 성장을 5년에"라는 구호 아래 시작된 수도 브라질리아 건설의 부담이나, 1970년대 초반의 오일쇼크, 또 외국 자본의 도입에 의한 대규모 자본 유출 등으로 경제가 파탄났다.
이 결과 1970년대 후반에는 경제가 침체하고 동시에 심각한 높은 인플레이션에 시달리게 되었기 때문에, 이후 구젤(자동차 메이커)처럼 실적 악화로 도산되는 기업이 잇따랐다. 또한 경제 악화로 인하여 1980년대에 걸쳐 크라이슬러와 야오한(Yaohan) 등 다수의 외국 기업이 몰려옴과 동시에 선진국의 부채도 증가했다.
현재는 브릭스라는 신흥경제국의 하나로 손꼽히며 경제가 부활하고, 지방 자본에 의한 산업 투자도 활발히 이루어지고있다.
브라질은 철강업이 산업의 30% 가량을 차지하며, 제조업 기술은 남아메리카에서 최고로 인정받고 있다.

#### 농업
브라질은 농업이 경제의 많은 부분을 차지하는 농업국가이다. 1950년대 이후 공업이 급속하게 성장했으나 아직까지 브라질 전체 경제활동 인구의 26% 가량이 농업에 종사할만큼 농업이 중요한 산업이다. 그러나 거의 대부분의 농업인이 소작농이어서 비교적 생산성이 낮다.

##### 고무와 염료
농업은 한때 파우 브라질이라는 적갈색을 가진 단단하고 무거운 나무와 고무 생산을 중심으로 한 농업이 발달되었다. 파우 브라질은 당시 귀한 붉은 염료를 얻기 위해 빨간색 염료의 원료가 되는 이 나무의 경제적 가치가 높았다. 한 때 고갈된 적도 있었지만, 이후 농장에서 재배를 하여 지금도 파우 브라질로 만든 토산품 등을 현지에서 판매하고 있다. 19세기까지 브라질은 고무 재배를 독점했고, 강 중류 지역의 마나우스는 크게 번창하였으며 아마존의 중심에 오페라 하우스가 건설되었다. 그러나 페루의 이키토스와 볼리비아의 리베롤타를 비롯한 주변 국가에 고무 재배가 확대되었고, 또한 19세기 후반 영국의 말레이시아에 고무 플랜테이션을 통해 아마존의 고무 재배는 크게 퇴색되었다.

##### 목축
목축이 번성하여, 최근에는 도시 근교의 농가 소득 향상과 더불어 집약적인 축산업이 이루어지고 있으며, 특히 상파울로 등 대도시 주변의 양계업 등은 현대적인 시스템 아래에서 행해지고 있다. 닭고기는 가공육을 중심으로 외국에 수출되지만, 쇠고기는 구제역 등의 검역 문제가 여전히 존재하고 있다.

##### 사탕수수
식민지에서 독립 후 제정기에 걸쳐서 브라질 북동부에서는 사탕수수의 재배 재배가 활발했다. 카리브해 국가들과 마찬가지로 사탕수수를 재배하기 위해 아프리카에서 데려온 노예를 받아들였다. 아메리카 대륙에서 가장 늦은 시기인 1888년에 겨우 노예제도가 폐지되면서 주류 재배 작물도 덜 노동집약적인 사탕수수에서 커피로 옮겨 갔다. 사탕수수는 설탕의 원료가 될뿐만 아니라, 바이오 에탄올로 정제하여 휘발유의 대체 연료로 사용하고 있다.

##### 커피
커피 수출량은 세계 제1위이다. 2위인 베트남과도 거의 두 배 차이가 나며, 2008년 기준, 세계 10대 커피 생산 국가와 그 생산량은 다음과 같다.
| 국가명     | 생산량(단위:톤) | 국가명     | 생산량(단위:톤) |
| 브라질     | 2,796,927       | 에티오피아 | 273,400         |
| 베트남     | 1,067,400       | 멕시코     | 265,817         |
| 콜롬비아   | 688,680         | 인도       | 262,000         |
| 인도네시아 | 682,938         | 과테말라   | 248,614         |
| 페루       | 273,780         | 우간다     | 265,000         |
| 미국       | 273,780         | 탄자니아   | 265,000         |

커피 또한 노동집약적인 농업이며, 커피 생산에 있어서 무엇보다 중요한 값싼 노동력을 쉽게 얻을 수 있고, 서리 내리기 어려운 넓은 고지대 지역의 특성도 커피 재배의 조건이다. 그러나 커피의 과잉 생산으로 국제 가격이 폭락하면서, 커피에 대한 의존도를 낮추기 위하여, 옥수수, 콩, 사탕수수 등의 재배를 장려했다.
유럽에서 대량으로 이민자들 받아들여 주로 남동부 상파울루주를 중심으로 커피 콩 재배가 진행되었다. 그 후 유럽과 이민자에 대한 대우를 둘러싸고 충돌하면서, 일본 등 아시아에서 이민자를 받아들였고, 1908년에 첫 번째 일본인 이민이 이루어졌다.

#### 자원
브라질은 천연자원이 매우 풍부한 국가이다. 세계 최대의 농작물 생산국으로서 전체 수출의 30%를 농작물이 차지하고 있다. 특히 커피 산업은 19세기 이후 브라질 경제를 뒷받침하기도 했다. 지하자원으로는 금, 은, 다이아몬드, 철광석, 크롬과 같은 광물이 많고 석유와 천연가스도 풍부하다. 세계 최대의 밀림인 아마존이 위치해 있어 연간 60여만 톤의 목재를 생산하는 임업 대국이기도 하다.
페트로브라스는 1953년 경제적 독립을 위해 국영 기업으로 설립되었다. 이후 민영화에 성공하면서 기업은 급속히 확장하였고, 캐나다의 오일 메이저를 인수하여, 서양 오일 메이저와 경쟁할 존재가 되고 있다. 페트로 브라스는 심해 석유 개발 능력, 기술력에서 다른 메이저에 비해 경쟁력을 갖추고 있으며, 미개발 심해 유전을 둘러싸고 고지로 개발을 수행할 것으로 보인다.
다른 사업으로 진행 중인 사탕수수 재배에 의한 바이오 에탄올 생산은 2007년 현재 유일하게 내수를 감당하고, 생산량에 여유가 생겨 수출을 할 상황이다. 바이오 에탄올 세계 시장에서 브라질이 차지하는 비중은 7% 이상에 달한다. 에너지 자원 확보에 대한 문제가 세계적으로 심각해질 것으로 예상되기 때문에 향후 브라질의 에너지 시장에서의 존재감이 2000년대 초부터 급격히 커지고 있다.
브라질은 수자원이 풍부하기 때문에 수력 발전이 차지하는 비중은 크다. 파라과이와 공동 건설한 국경 지대의 파라나강 유역에 위치한 세계 최대의 이타이푸 댐에서 많은 전력을 생산하고 있다.

### 무역
2017년 기준으로 브라질의 주요 수출 상대국은 중국(21.81%), 미국(12.47%), 아르헨티나(8.09%), 네덜란드(4.25%), 일본(2.42%)이다. 주요 수입 상대국은 중국(18.52%), 미국(16.66%), 아르헨티나(6.26%), 독일(6.12%), 한국(3.48%)이다. 2017년 기준으로 총수출액은 217,739백만 달러, 총수입액은 150,749백만 달러이다. 주요 수출 품목은 콩(25,717 백만 달러), 철광석(16,712 백만 달러), 석유(16,625 백만 달러), 설탕(9,042 백만 달러), 목재(5,803백만 달러)이다. 주요 수입 품목은 석유(11,847백만 달러), 반도체(4,146백만 달러), 석유 가공품(2,966백만 달러), 전기 부품(2,876백만 달러), 석탄(2,808백만 달러)이다.

## 사회

### 인구

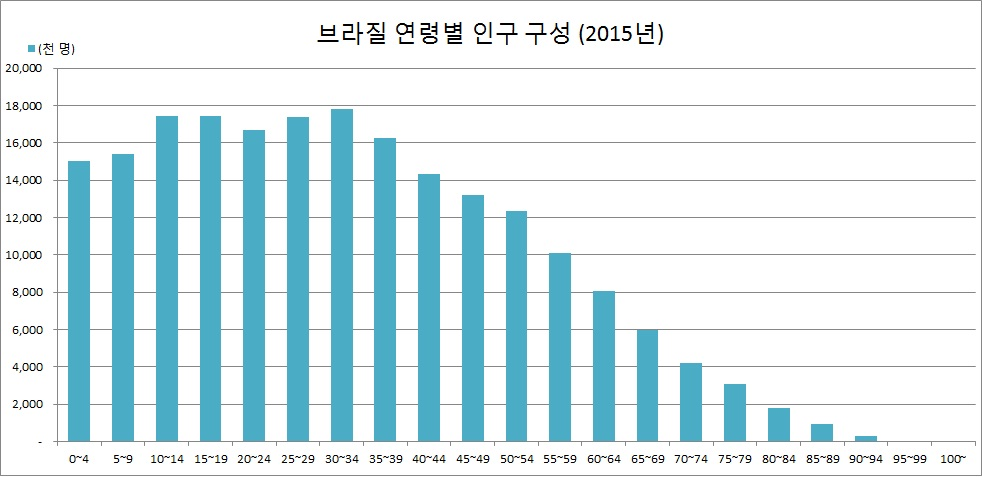
브라질 연령별 인구 구성 (2015년)

브라질의 총인구는 2015년 기준으로 207,847,528명이다. 인구증가율은 0.91%(2010년~2015년)이며 1985년 이후 2% 미만의 증가율을 지속하여 점점 줄어들고 있다. 인구밀도는 24.9명/km2이며 세계 평균인 56.5명/km2보다 매우 낮은 수준이며 전체 인구의 85.7%(2015년)가 도시에 거주하고 있다. 중위연령은 31.3세이며 2015년 노인인구비율이 7.84%로 고령화 사회에 진입한 상태이다.

### 도시

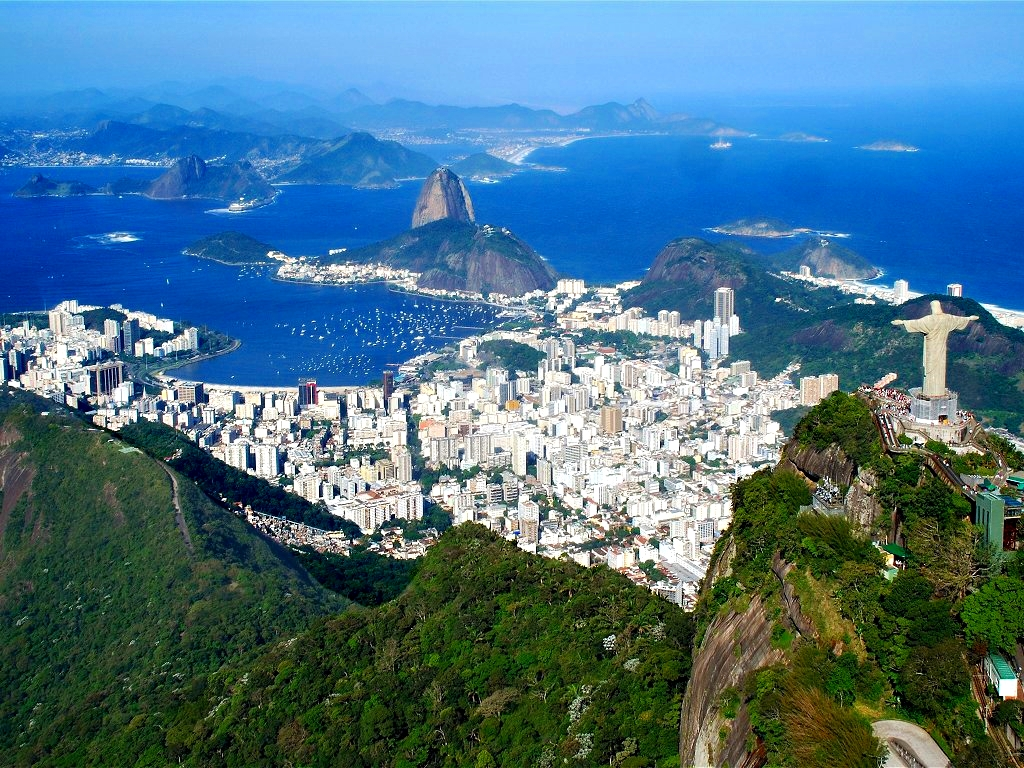
리우데자네이루

### 주민
브라질은 대표적인 다인종 국가로, 브라질 정부 통계에서 인종은 백인, 혼혈인(갈색인으로 분류하며 백인과 흑인의 혼혈이 다수임), 흑인, 황인, 브라질 원주민의 다섯 종류로 구분한다. 이러한 인종 구분은 혈통과 무관하게 본인의 진술에 의한다. 미국에서는 사람의 혈통을 기준으로 분류하므로, 흑인과 백인의 피가 섞여 있어도 일률적으로 흑인으로 보지만, 브라질에서는 이와 달리 단순히 사람의 피부색만을 보기 때문에 백인과 흑인의 혼혈이라도 피부색이 밝으면 백인으로 보며, 백인과 흑인의 혼혈을 별도로 분류하고 있다.

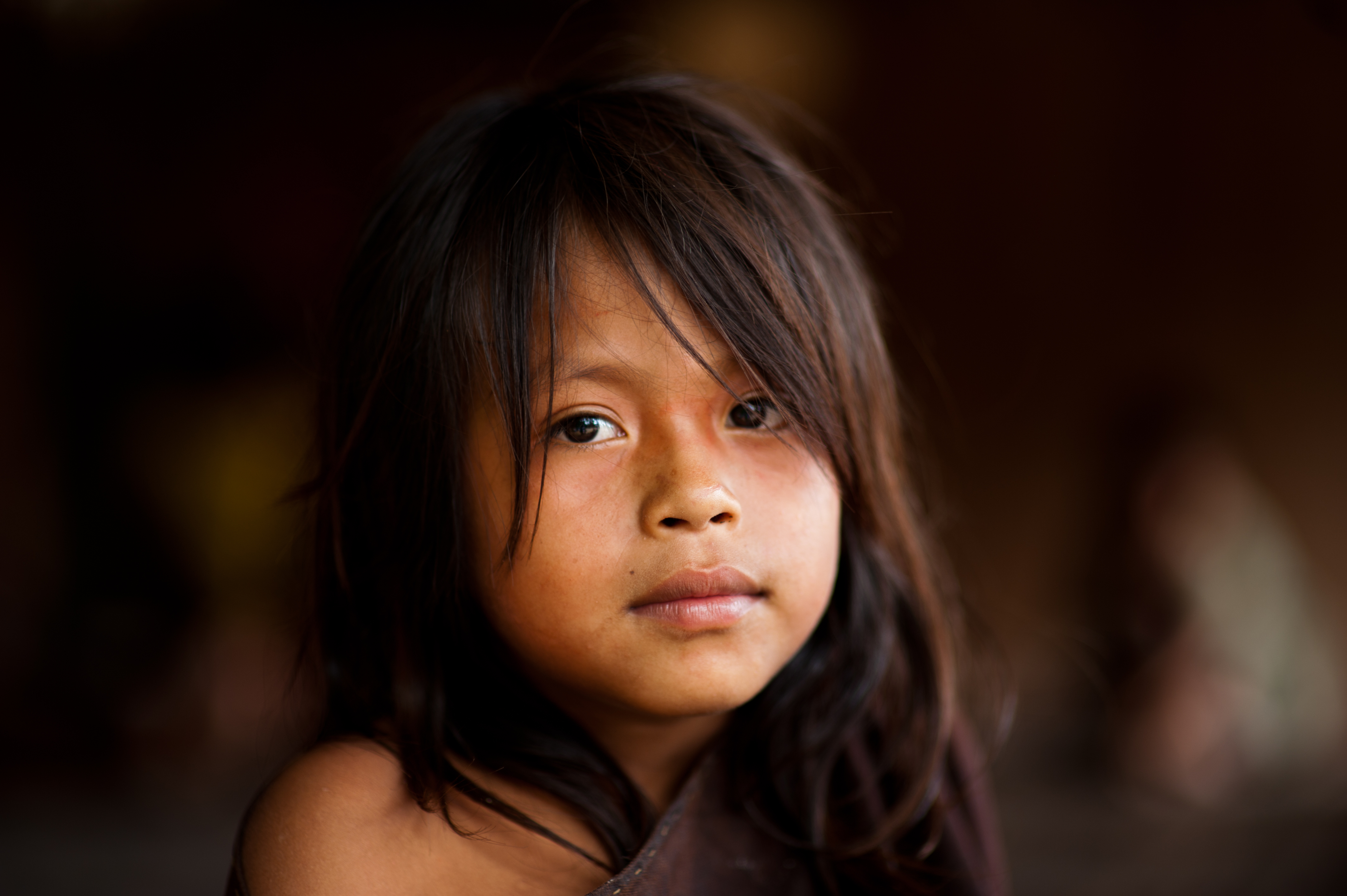
브라질 원주민.

백인은 포르투갈계와 기타 유럽계로 구분하나, 미국과 달리 이러한 통계를 별도로 내지는 않는다. 포르투갈계는 식민 시절부터 이주를 계속하였으며, 브라질이 독립한 뒤에도 상당히 많이 건너왔다. 독립 이후에는 포르투갈뿐만 아니라 유럽의 다른 여러 나라에서도 많은 사람이 건너왔는데, 이탈리아에서 가장 많은 사람이 들어왔으며, 그밖에 독일과 폴란드에서 온 사람도 많으나, 여러 세대가 지나면서 이들 여러 계통의 백인의 피가 섞인 자손이 많아지게 되었다. 레바논과 시리아를 중심으로 한 서남아시아 지역에서 건너온 사람들의 후손도 많은데, 이들도 피부색에 따라 주로 백인으로 구분하고 있다.
흑인은 식민지 시절 들어온 노예의 후손이 다수이다. 혼혈인은 흑인과 백인, 기타 여러 인종의 혼혈이다. 황인은 일본에서 건너온 이주민의 후손이 다수이며, 그밖에 중국계와 한국계도 있다.
선주민인 인디오는 원주민으로 구분하고 있다. 2005년 정부 통계에 따르면, 백인이 약 50%, 흑인이 약 6%, 혼혈인이 약 43%, 기타 1%로 되어 있다.

### 언어
에스파냐의 지배를 받았기 때문에 에스파냐어를 사용하는 주변 라틴아메리카 국가들과는 달리 포르투갈어(브라질 포르투갈어)를 공용어로 사용한다. 신대륙에서 유일하게 포르투갈어를 공용어로 사용하는 나라이다. 영어 교육이 비교적 이루어지고 있긴 하지만, 대체적으로 영어가 잘 통하지 않는편이다. 주변에 에스파냐어를 쓰는 나라가 많으므로, 에스파냐어 사용도 늘고 있으며, 지역적으로 이탈리아어나 독일어가 사용되는 곳이 있다.
지역적인 차이가 크고, 빈부 격차도 심해서 교육이 제대로 보급되지 않은 곳도 많아 문맹률이 높은 편이었으나, 최근 교육이 보급되고, 해방신학자들이 지배계급과 교회의 우민화에 대한 항의로 문맹이 심각했던 빈민거주지역에서 교육사업을 실시하면서 문맹률은 많이 낮아졌다.

### 치안
치안이 불안정한 국가이다. 브라질 경찰은 연방 경찰, 민경, 군경으로 나뉜다. 민경은 일반 범죄를 담당하고, 헌병은 강력 범죄를 담당한다.

## 문화
브라질의 핵심 문화는 포르투갈 문화가 그 중심에 있다. 포르투갈이 브라질 지역을 식민지로 삼고 상당히 오랫동안 지배해 자연스럽게 포르투갈 문화는 브라질에 스며들었다. 포르투갈인들은 브라질에 포르투갈어와 천주교, 포르투갈 풍의 식민지 건축양식 등을 소개하였다. 그 외에도 아프리카 흑인들이 더양한 경로로 유입하여 아프리카 문화도 브라질 문화에 큰 영향을 주었다. 수많은 교류로 포르투갈을 제외한 스페인, 영국, 프랑스의 영향도 받았다. 그 외에도 이탈리아, 독일, 일본, 유대인, 아랍 이민자들이 19세기 즈음에 브라질로 들어오며 문화적 교류를 하였다. 토착 아메리카 원주민들의 문화도 섞여들어 언어와 음식 문화에 영향을 주었다. 아프리카인들은 언어, 요리, 음악, 춤, 종교 등에 영향을 주었다. 브라질 예술은 16세기부터 발전하기 시작하였으며, 19세기 초까지 바로크 양식이 우세하였다. 이후 낭만주의, 모더니즘, 표현주의, 입체주의, 초현실주의, 추상주의 등의 순으로 발전하였다. 브라질의 영화계는 19세기 후반에 미디어가 본격적으로 태동하기 시작한 시기로 거슬러올라가며, 1960년대에 폭발적으로 성장하면서 국제적인 명성을 얻었다.
브라질 문화는 인디오라는 투피 과라니계의 원주민과 유럽과 아프리카, 아시아 이민자 등이 유입되어 만들어낸 다양한 문화의 모자이크라는 평가를 받는다. 예로부터 음악과 건축, 스포츠 등의 분야에서 세계적으로 높은 평가를 받는 경우가 많으며, 세계적으로 유명한 음악가나 스포츠 선수, 예술가를 많이 배출하렸다. 또한 다양한 문화적 배경을 가진 국민을 대상으로 한 광고 표현 등에서도 최근에는 높은 평가를 받는다. 포르투갈의 문화와 브라질의 문화를 상징하는 말로 "사우다지"라는 말이 있다.

### 건축
브라질 건축은 유럽 건축의 양식, 그중에서도 포르투갈의 영향이 지대하다. 1500년에 페드로 카 부랄이 브라질에 도착한 이래, 브라질에서 포르투갈 식민지 양식 건물들을 대대적으로 지었으며, 이후 몇 세기 동안 꾸준히 영향을 미쳤다. 19세기 브라질 제국 시기동안, 브라질은 유럽 최신 양식을 따라 신고전주의와 고딕복고양식을 받아들였다. 20세기에 이르러 본격적으로 모더니즘 양식의 건물들을 실험적으로 지었다.
브라질 식민지 건축은 포르투갈이 처음으로 브라질을 발견하고 식민지화한 16세기 초로 거슬러간다. 포르투갈 정착자들은 유럽에서 자신들이 살던 건축물과 똑같은 건물들을 지어 브라질을 식민지화했고, 특히 교회, 성당, 요새 등을 다수 지어 자신들을 정체성과 안전을 보호하였다. 19세기 동안 브라질 건축계에는 신고전주의와 고딕 복고양식이 들어왔고, 이 양식들이 브라질 고유 문화와 섞이며 브라질에서만의 독특한 양식 건물들을 세웠다. 1950년대에 브라질리아에 새로운 수도를 건설하며 모더니즘 양식의 건물을 대규모로 지었다. 국가 수도를 책임졌던 설계사들은 정부 건물, 교회, 민간 건물들을 모두 모더니즘 양식인 깔끔한 분위기로 계획하였다.

### 음악
브라질 음악은 유럽과 아프리카 음악이 섞여 이루어졌다. 19세기까지 포르투갈에서 왔던 음악들이 브라질 음악계를 장악하였다. 물론 모든 브라질 음악이 유럽 양식은 아니었으나, 거의 대부분이 유럽에서 유래했다고 할 정도로 유럽 음악이 대세였다. 이후 아프리카에서 이민자들이 오며 아프리카 풍부한 음색과 음악이 자연스레 섞였다. 아프리카의 독특한 음악적 다양성과 리듬을 가미하면서 귀족 중심의 유럽 음악이 득세하던 브라질에 20세기부터 대중음악과 민속 음악들이 급격하게 발전하였다. 대중 음악은 18세기 후반부터 점차 윤곽이 드러냈고, 특히 이때 시작된 삼바는 유네스코 세계문화유산으로도 등재하였다. 아프리카 이민자들이 만든 마라카투 춤과 아포세 춤은 점차 브라질 카니발에서 유명세를 얻으며, 브라질을 상징하는 춤이 되었다. 유명한 운동인 카포에이라도 본디 카포에이라 음악이라는 고유한 음악과 함께 연마한다고 한다. 브라질에서 매우 유명한 음악 장르인 ‘초로’는 19세기 리우데자네이루에서 유래했다. 빠르고 경쾌한 리듬을 기본으로 즉흥적, 역동적인 분위기를 물씬 풍긴다. 보사 노바는 1950년대와 60년대에 빠르게 발전했던 브라질 대중 음악 장르이다. ‘보사 노바’라는 단어는 말 그대로 ‘새 유행’이라는 뜻이다. 보사 노바는 삼바와 재즈의 결합으로, 1960년대 이후 지금까지 여전히 많은 인기를 누린다.

### 음식

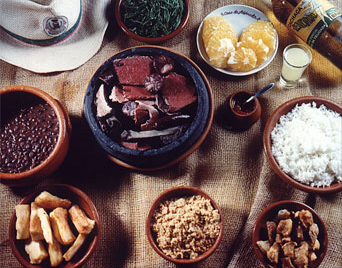
페이조아다

아프리카에서 노예들 식사였다는 페이조아다와 목동의 고기 요리였던 슈하스쿠, 바이아 지방의 모케카, 바타바, 카루루, 미나스 지방 투투 아 미네이라 이외에 또 러시아 계열의 요리인 뵈프 스트로가노프도 브라질 풍으로 융합했다. 브라질 풍의 크로켓인 코시냐나 아랍계의 키비, 파스테우(브라질 풍의 튀김 만두) 등 풍부한 고기와 야채, 해산물을 기본으로 한 브라질 요리를 일상적으로 먹는다. 남부 세 국가 우루과이, 아르헨티나, 파라과이 등 라플라타 주와 문화적으로 가까워서, 과라니인들이 알려준 마테를 마시는 전통이 있다. 또한, 유럽 등에서 온 이민지들과 20세기 이후 일본인을 비롯한 아시아 이민자 등 다양한 인종이 융합하여 도시를 중심으로 이탈리아와 독일 요리, 중국 요리와 일본 요리 등 다양한 나라의 요리가 유명하다. 특히 이탈리아 요리 수준은 높게 평가받는다. 주로 독일계 이민자들이 가져온 맥주를 생산, 수출하는 국가이다. 브라질에서 가열 처리한 세르베자 외에도 생맥주를 매우 선호하지만, 맥주 브랜드도 다양하다.
브라질 음식들은 지역마다 모두 지방색을 지녀 매우 독특하다. 특히 여러 토착민들과 이민자들이 어우러져 자신들만의 음식들을 재창조해냈다. 브라질에서 가장 유명한 국민 음식들 중 하나는 '페이조아다'이다. 돼지고기나 쇠고기 등을 넣어만든 전통 스튜와 비슷하다. 그 외에도 지역적인 특색요리에는 빵과 새우 등을 이용한 바타파, 해산물 스튜인 모쿠에카, 이탈리아에서 유래한 옥수수 요리 폴렌타, 아프리카에서 건너온 콩 튀김요리인 아카라제 등이 유명하다. 브라질 국민들은 사탕수수 즙을 발효시켜 만든 술인 카샤사를 즐겨 마신다. 카샤사는 국민 칵테일인 카이피리냐의 원재료이다. 브라질인 주식은 대부분 쌀과 콩, 쇠고기, 샐러드, 프렌치프라이와 계란 등이다. 보통 카사바 가루, 튀긴 감자, 튀긴 카사바, 튀긴 바나나, 튀긴 고기, 치즈 등과 함께 점심에 먹는 경우가 많으며, 대부분의 레스토랑에서 이 재료들을 사용하여 요리를 제공한다. 유명한 간식은 튀긴 파스트리인 파스텔, 닭고기 크로켓과 비슷한 코친하, 카사바 가루와 치즈로 만든 치즈 빵, 레바논식 파스트리의 변종인 에스피라, 아랍 요리에서 건너온 키베, 크로켓과 비슷한 엠파나다, 새우 등으로 속을 채운 소금 파이 등이 있다. 브라질은 풍부한 디저트 문화로도 유명한데, 특히 초콜릿 퍼지, 롤케이크, 코코넛 음료, 코코넛 트러플 등이 유명하다. 땅콩도 주로 쓰는 디저트 재료로, 땅콩 캔디인 파코카, 사탕수수를 굳힌 라파두라, 전통 사탕인 페-데-몰레케 등을 만들 때 쓰인다. 사람들이 주로 먹는 과일들에는 망고, 파파야, 코코아, 캐슈넛, 구아바, 오렌지, 라임, 패션프루트, 파인애플 등이 있으며, 주로 주스로 먹으나 초콜릿, 아이스팝, 혹은 아이스크림으로도 만들어먹는다. 또한 기후가 지역마다 달라 기후에 어울리는 특색을 자연스럽게 형성했다. 이름이 같은 요리라도 지역마다 맛과 재료, 요리 방식이 다르다.

### 극장
브라질 극장들은 16세기에 예수회 선교사들이 포교의 목적으로 전국적으로 극장들을 대대적으로 세웠다. 17세기와 18세기에 점차 이 극장들이 발전을 거듭하였고, 유럽 배우들이 건너와 왕실, 혹은 상류층들을 위해 공연을 펼쳤다. 19세기 극본가 루이스 카를로스 마르틴스 페나가 나타나 동시대 사회를 비판하고 사람들의 삶을 잘 표현하면서 극장계를 크게 진흥시켰다. 이 당시에는 주로 의상도 우스꽝스럽게 만들었으며, 극본도 재치있거나 풍자조의 문체로 많이 썼다. 페나 외에도 안토니아 곤칼베스 디아스도 이 시기에 활동하였다. 19세기에 극장의 발전과 함께 오케스트라와 오페라도 크게 인기를 끌었는데, 브라질의 연출가 안토니오 카를로스 고메스는 ‘일 구아라니’와 같은 오페라 작품들을 발표하며 세계적인 명성을 얻었다. 19세기 말, 오케스트라 형식 극장들은 매우 대중화했고, 치킨하 곤자가 등의 작곡가들이 등장하며 매우 아름다운 브라질 음악을 남겼다.

20세기 초에 브라질에서 수많은 극장들, 사업가들, 배우들이 활동하였으나, 역설적으로 무대 공연 수준은 갈수록 떨어졌다. 그러던 중 1940년대에 들어서야 브라질 극장은 부흥기를 맞았으며, 이탈리아와 유럽의 배우들이 학교를 세우고 제자들을 양성하며 수준을 점차 높였다. 1960년대부터 점차 사회적, 종교적인 문제들을 정면으로 다루었고, 정식으로 배우 학교들을 세워 배우들도 많이 배출하였다. 브라질에서 가장 유명한 극작가에는 아리아노 수아수나 등이 있다. 

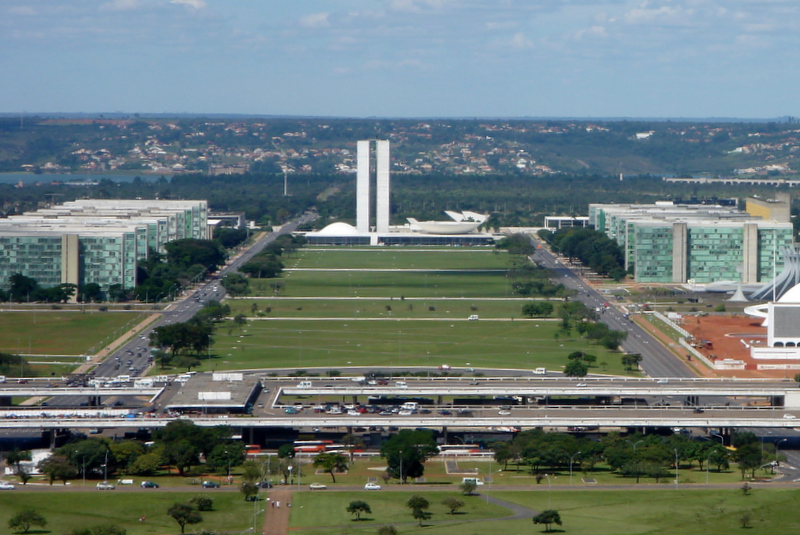
브라질리아

### 종교
| 종교구성 (브라질) | 종교구성 (브라질) | 종교구성 (브라질) | 종교구성 (브라질) | 종교구성 (브라질) |
| ----------------- | ----------------- | ----------------- | ----------------- | ----------------- |
|                   |                   |                   |                   |                   |
| 천주교            | 천주교            |                   | 65%               | 65%               |
| 개신교            | 개신교            |                   | 20%               | 20%               |
| 그 외기독교       | 그 외기독교       |                   | 6.82%             | 6.82%             |
| 전통종교          | 전통종교          |                   | 2.02%             | 2.02%             |
| 그 외 종교        | 그 외 종교        |                   | 1.04%             | 1.04%             |
| 무종교            | 무종교            |                   | 8.04%             | 8.04%             |
| 기타              | 기타              |                   | 0.12%             | 0.12%             |

국교는 없지만 기독교가 국교나 다름 없는 나라다. 국교가 없고 종교의 자유를 보장하지만, 국민 91% 가량이 기독교인이며, 그 가운데 65% 천주교, 26% 개신교다.
국민의 약 65%가 천주교이고 세계에서 천주교 신자가 가장 많은 나라이다. 그러나 아프리카에서 노예나 다른 경로로 건너온 흑인 영향으로 아프리카 토착 종교가 천주교와 광범위하게 연계하여, 전통적 천주교와 다른 혼합적 현상이 나타나는 문제점이 있다.
개신교는 국민의 26% 이상이다. 특히 오순절교회를 중심으로 개신교회가 빠르게 성장하는 나라이다. 브라질에서 최근 개신교의 신도수가 급격히 늘어나는 반면 천주교 신자 비중은 갈수록 즐어들었다. 성령운동을 강조하는 오순절교회가 가장 큰 교파이다. 이는 대부분 중남미 개신교회 특징이기도 하다. 개신교의 급속한 성장으로 지역마다 새롭게 설립하는 교회를 담임할 목사가 부족한 상황이다. 그래서 대한민국이나 미국 개신교회처럼 7년 걸리는 신학대학원 과정과 2년이나 3년간의 목회 수련과정을 적용하지 못하는 환경이다. 4년 이하의 속성 과정과 약식 수련과정을 거치고 안수받은 목사들의 신학과 성경, 목회 이해 수준 및 기독교 근본주의 성향을 가진 미국 개신교회의 물량 공세 선교 등의 문제점이 있다.

### 문학
브라질 문학은 16세기로 거슬러 올라간다. 첫 번째 포르투갈 탐험가들의 브라질에서 Pêro Vaz de Caminha 같은 글을 보면, 동물군, 식물군, 고유의 토착 인구의 해설 설명으로 가득차 유럽 독자들 매료시켰다.
브라질은 낭만 주의에 중요한 작품들을 만들었다. 소설가 Joaquim Manuel de Macedo와 José de Alencar처럼 사랑과 고통에 대해 소설을 썼다. Alencar는 그의 긴 경력에서 O Guarani, Iracema and Ubirajara 와 같은 현지우선주의 소설에서 원주민들을 영웅으로 다루었다. 중요한 작품을 만들었다. Machado de Assis는, 사실상 모든 장르의 비평가와 전 세계 국제적 위신을 얻길 위하여 계속해서 썼다.
현재 브라질 모더니즘은, 현대 미술의 금주에 의해 1922년에 경험했듯이 민족주의적 전위 문학과 함께 염려하고 있었다. 반면 Post-Modernism은 Cabral de Melo Neto, Carlos Drummond de Andrade, Vinicius de Moraes 같은 기업가들, Cora Coralina, Graciliano Ramos, Cecília Meireles 그리고 국제적으로 알려진 작가인 Jorge Amado, João Guimarães Ros, Clarice Lispector와 Manuel Bandeira처럼 뚜렷한 시인들 중 한세대를 가져왔다.

## 스포츠

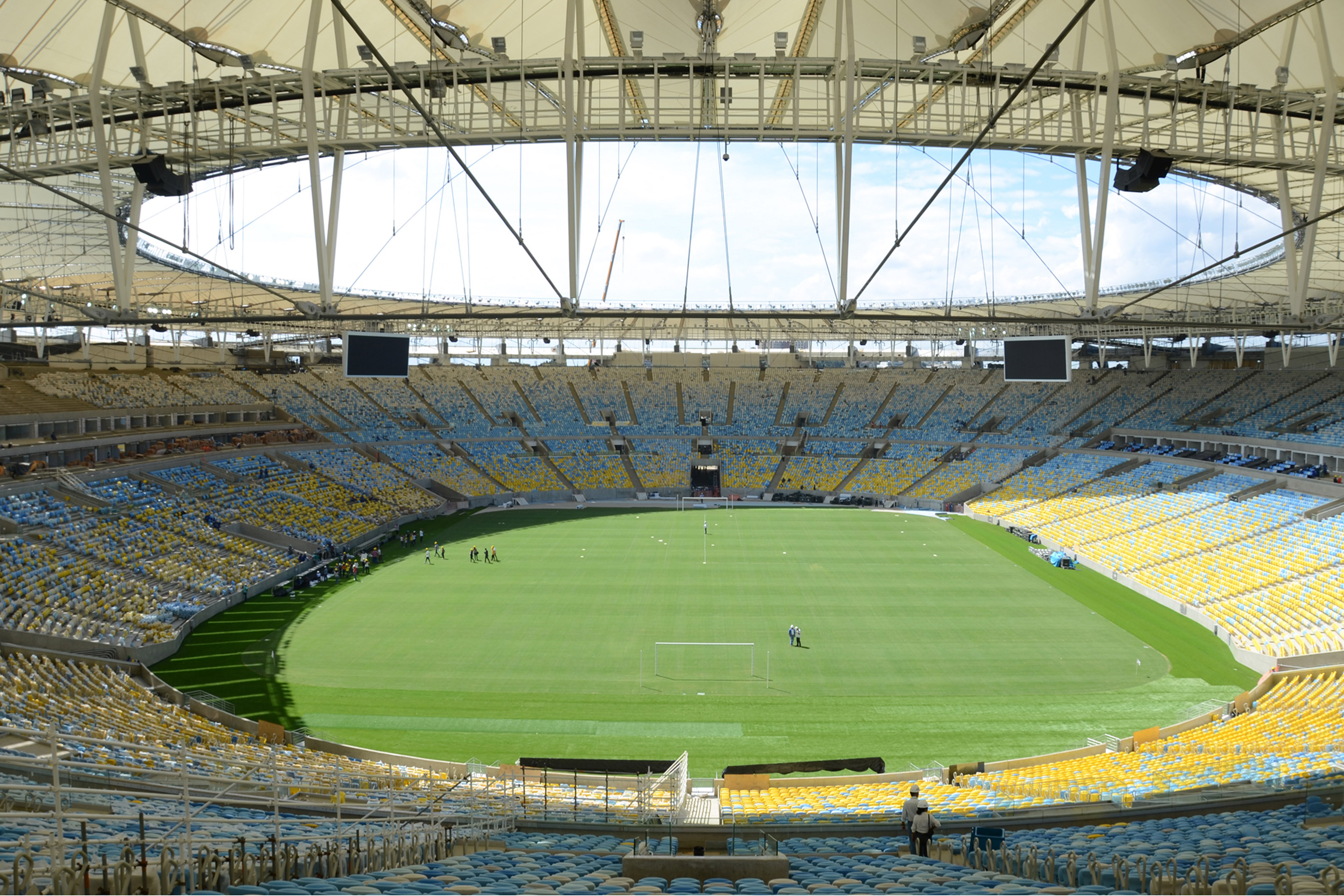
이스타지우 두 마라카낭

축구와 배구, F1 등 모터 스포츠와 브라질 유술 같은 무술이 강하기로 세계적으로 알려져 있으며, 이 운동에 수많은 세계 챔피언이 있으며, 유명한 선수를 많이 배출하고 있다. 브라질은 세계에서도 손꼽히는 스포츠 강국이다. 브라질에서 가장 대중적인 스포츠는 축구이다. 브라질 축구 국가대표팀은 FIFA 랭킹에서도 세계적으로 가장 높은 축에 속하며, FIFA 월드컵에서 5번이나 우승하며 브라질을 세계적인 축구 강국으로 올려놓았다. 브라질에서 인기있는 스포츠들에는 그 외에도 배구, 농구, 무술 등이 있다. 브라질 배구 국가대표팀은 현재 FIVB 배구 월드리그, FIVB 월드 그랜드 챔피언컵, FIVB 남자 배구 챔피언십, 배구 월드컵에서 승리를 거두었다. 자동차 경주에도 매우 실력이 좋은데, 브라질 선수들은 포뮬라 원에서 8번이나 우승을 차지한 바 있다. 여러 스포츠들은 브라질에서 유래한 것들이 많다. 비치 사커, 풋살, 풋볼리 등이 축구의 변형 게임으로 브라질에서 유래한 것이다. 또한 브라질의 카포에이라, 브라질리안 주짓수, 발리 투도 등의 무술들이 유명하다. 브라질은 여러 세계적인 스포츠 경기들을 유치하였다. 1950년 FIFA 월드컵을 개최하였고, 최근에는 2014년 FIFA 월드컵과 2019년 코파 아메리카를 개최하였다. 상파울루에서는 브라질 그랜드 픽스를 열기도 한다. 상파울루는 1963년에 4회 팬아메리카 게임을 개최하였으며, 리우데자네이루에서는 2007년에 15회 팬아메리카 게임을 개최하였다. 2009년 10월 2일에는 리우데자네이루가 2016년 리우 올림픽과 2016년 패럴림픽의 개최지로 선정되었으며, 남아메리카에서는 처음으로, 그리고 라틴아메리카에서는 멕시코시티 다음으로 2번째로 올림픽을 개최한 도시가 되었다. 또한 브라질은 1954년과 1963년에 각각 FIBA 농구 월드컵을 개최한 적도 있다. 1963년 농구 월드컵에서는 브라질 대표팀이 승리했다. 

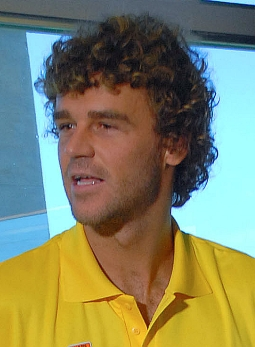
브라질의 테니스 선수, 구스타부 쿠에르텐

### 축구
브라질은 체육 중에서도 축구가 가장 자리를 잡았는데 특히 축구를 단일종목으로 한 월드컵에서는 세계 최다인 5회를 우승하여 세계최강국으로 불리고 있다. 제1회 대회부터 본선에 연속 출전한 유일한 대표 국가이다. 또한 FIFA 랭킹 상위에 항상 위치하는 등 세계 최강국으로 군림하고 있다. 1950년 FIFA 월드컵을 개최한데 이어 2014년 FIFA 월드컵, 2016년 리우데자네이루 하계 올림픽을 개최했다. 2010년 FIFA 월드컵 8강전에서 네덜란드에게 2:1로 패하자 피파랭킹이 1위에서 3위로 떨어지고 만다.
클럽 선수권 대회 수준은 UEFA 챔피언스리그의 우승 팀을 제치고 과거 인터콘티넨털컵에서 3번 우승한 상파울루 FC 외에 그레미우 등 세계 유수의 강호들이 있다.
축구 선수들도 아르투르 프리덴라이히와 레오, 마리오 자갈루, 가린샤, 펠레, 토스탕, 지쿠, 소크라치스, 호마리우, 카푸, 히바우두, 호베르투 카를로스, 호나우두, 호나우지뉴, 카카, 네이마르 등 축구 역사에 남을 많은 선수들을 배출하고 있으며, 자타가 인정하는 축구 강국이다.

## 교통
브라질의 철도·도로의 대부분이 대서양 연안지대에 집중하고 있어, 내륙 지방은 교통의 장애가 되고 있다. 1960년대에 들어와서 신수도 브라질리아의 건설과 병행하여 간선 도로망을 건설 확대하고 있으나, 전체적으로는 철도·도로가 발달되지 못했다. 브라질의 철도 총연장은 3만 3,484km이고 포장 도로는 131만 2,700km이다. 한편으로는 넓은 국토에 비해 철도와 도로가 부족하여 항공업의 발달을 촉구하여, 브라질에서는 항공이 중요한 교통수단이 되고 있다. 아마존강과 그 지류는 내륙의 교통 소통에 큰 역할을 담당한다. 상파울루 구아룰류스 국제공항에서는 남미, 북미, 유럽, 중동(아랍에미레이트, 카타르, 튀르키예), 아프리카(에티오피아) 등지와도 연결되어 있다.

### 육상

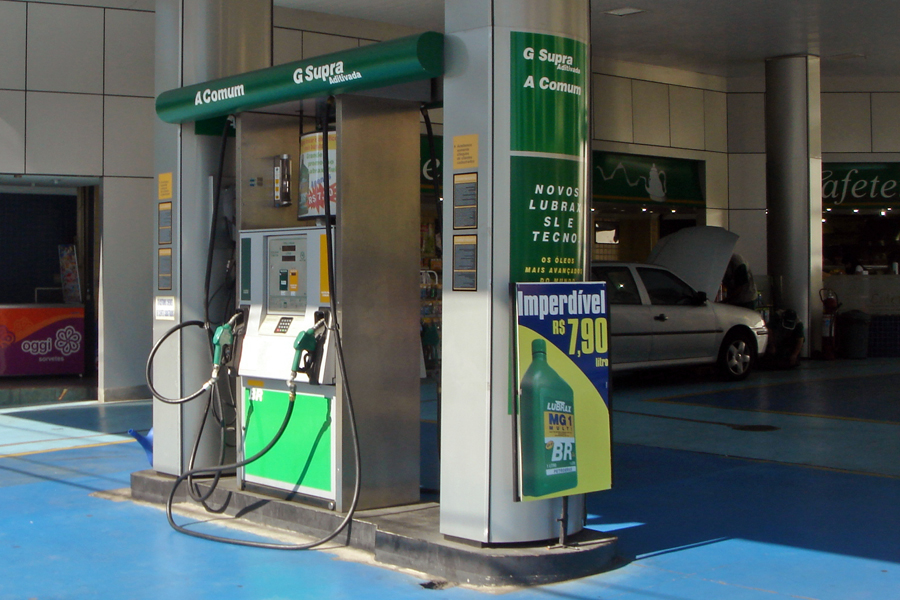
알콜과 휘발유 두 급유기가 있는 주유소

제2차 세계대전 이후 자동차가 일반인들에게 보급됨에 따라 고속도로망이 급속히 발달했다. 자동차 연료로 1970년대 후반부터 정부 주도하 알콜이 보급되고 있으며, 많은 자동차 제조 업체가 알코올 연료 차량을 이용할 수 있으며, 대부분의 주유소에서 알코올 연료 차량에 알콜을 넣을 수 있다. 최근에는 플렉스 연료 차량(휘발유와 알코올을 넣어도 움직이는 차)가 주목 받고 있다.
또한 현재는 선진국에 비해 배기가스 규제가 덜해 수도, 도시를 중심으로 배기 가스에 의한 대기 오염이 심각 해지고 있어 정체와 함께 대기 오염의 완화를 목표로 다양한 대책들이 시도되고 있다.
현재 도로 총 연장 거리는 165만km이고, 여객 및 화물 수송의 약 85%가 도로 수송에 의존하고 있다. 상파울루와 리우데자네이루, 브라질리아 등 대도시 주변의 도로 및 간선 도로의 대부분이 포장 정비되어 있으며, 제2차 세계대전 이후 자동차 산업의 발달과 자동차 산업 보호를 위해 도로망의 정비에 중점을 둔 적도 있어, 해안 도시를 중심으로 고속도로망이 급속히 발달했다. 그러나 대기오염과 교통 체증 감소 등의 관점에서 최근에는 철도에 대한 관심이 높아지고 있으며, 대도시의 지하철과 통근열차의 정비가 진행되고 있을뿐만 아니라, 상파울루 ~ 리우데자네이루 사이에 고속철도의 정비도 계획되고 있어, KTX도 관심을 보이고 있지만, 잦은 KTX 고장으로 인해 걸림돌이 되고 있다.

### 버스

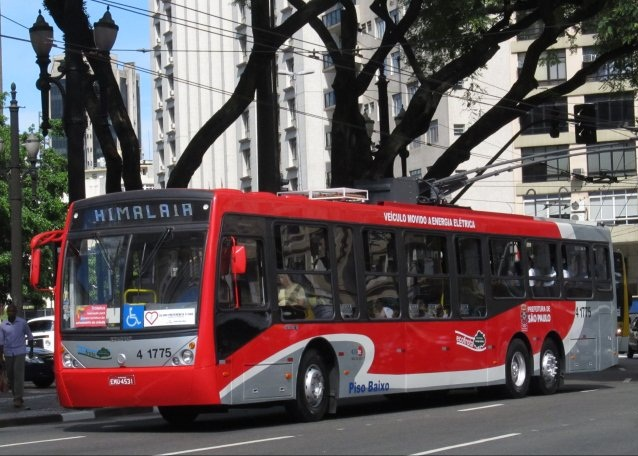
브라질 상파울루 시내를 오가는 트롤리버스

고속도로의 발전과 함께 침대 시설과 화장실, 에어컨을 완비한 장거리 버스 노선이 나라 곳곳을 운행하여, 쉽고 저렴한 교통 수단으로 편리하게 이용되고 있다. 또 아르헨티나와 우루과이, 파라과이 등 인접 국가들과의 장거리 정기 버스가 양국의 주요 도시 사이에서 운행되고 있다.
많은 도시에서 도시철도와 지하철 노선이 정비되어 있지 않기 때문에, 주요 시내교통 수단으로 시내버스를 사용하는 상파울루를 비롯한 일부 대도시에서는 트롤리버스도 운행되고 있다. 거의 대부분의 버스는 외국 자본과 민족 자본 기업에 의해 브라질 자국 생산되며, 연접 버스와 이층 버스, 인도 쪽뿐만 아니라 운전석 쪽도 승객용 출입문을 설치한 버스 등 다양한 차종이 운행되고 있다. 또한 그 거의 대부분이 국외로 수출되고 있다.

### 철도

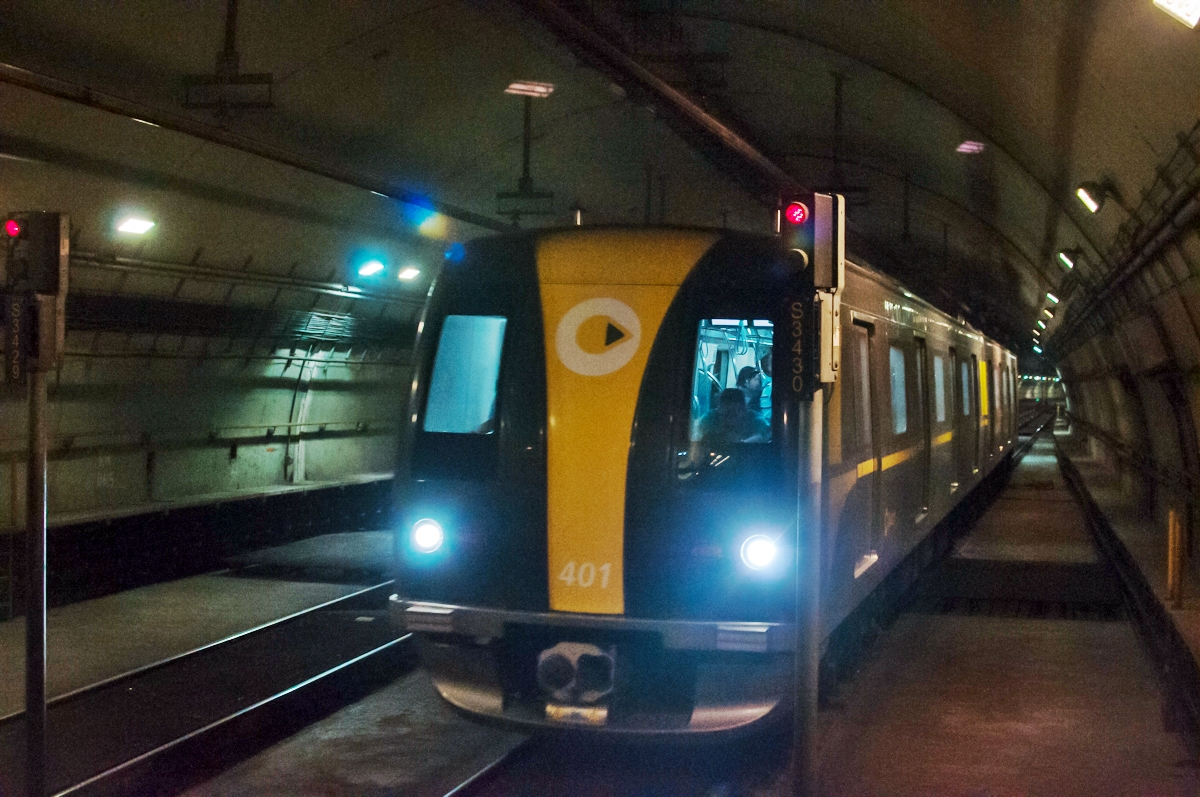
상파울로의 지하철

항공기와 버스의 장거리 이동망이 예부터 갖추어져 자동차 산업 보호를 위해 도로망의 정비에 중점을 두었던 적도 있었다. 철도의 총 연장 거리는 2000년 기준으로 29,283km로 그 광대한 국토에 비해 적은 데다, 그 대부분이 해안 지역을 운행하고 있다. 또한, 철도의 화물운송 점유율은 20%이다. 위와 같은 이유로 도시 간을 연결하는 장거리 철도뿐만 아니라 도시 근교의 철도망의 정비도 지연되었고, 상파울루와 리우데자네이루 등 대도시에서는 1970년대 이후 교통체증 해소와 에너지 절약, 배기가스에 의한 대기오염의 해소 등의 목적으로 지하철과 교외 통근 전동차의 정비가 진행되고 있다. 게다가 많은 차량이 국산이 아니라 일본과 독일 등 철도 선진국에서 수입되고 있다.